# 子どもの貧困

OECD各国の児童の貧困率。再分配後の世帯所得が中央値の50%以下と定義

子どもの貧困（こどものひんこん）とは、必要最低限の生活水準が満たされておらず心身の維持が困難である絶対的貧困にある、またはその国の貧困線（等価可処分所得の中央値の50%）以下の所得で暮らす相対的貧困にある17歳以下の子どもの存在及び生活状況を言う。
世界銀行が定める国際貧困ラインは一日1.9ドル未満であり、世界中で、子どもの約3人に1人（およそ6億6,300万人）が栄養、生活な水を欠く貧しい世帯に住んでいる。2020年5月、新型コロナウイルス感染症の影響により、2020年末までに貧困下の子どもが15%増加、最大8,600万人の子どもが新たに貧困に追い込まれる恐れがあるとする分析を国連児童基金とセーブ・ザ・チルドレンが公表している。
日本での対策財源については「子供の未来応援基金」などが当てられている。ところで地方自治体には歳出歳入外現金として、処分もできず管理だけしていく死亡者の遺留金は20政令指定都市で約10億円にのぼる財産があり法整備がなされなければ継続保管しかない。OECDや厚生労働省調査の相対的貧困率には等価可処分所得の中央値の50%が使用されている。この50%という数値は絶対的なものではなく、40%や60%を用いる場合もあり、EUは公式の貧困基準のひとつに中央値の60%を使用している。子どもの相対的貧困率については、発表主体、統計利用データ年次によって変動する。本ページでは日本国内における相対的貧困状態の子どもについて記述する。

## 定義と統計

### OECD
経済協力開発機構は2008年10月に「Growing Unequal? Income Distribution and Poverty in OECD Countries」で子どもの相対的貧困率を公表。2005年の日本の子どもの相対的貧困率は14%であった。世界的には、より母親が働いている国では子どもの貧困率が低く「労働は貧困を減らす」というデータも同報告書には掲載されている。2005年の日本の母親の就業率は52.7%で、24か国中の平均を下回っている。
日本ではひとり親の相対的貧困率が高く、無職では60%で30か国中ワースト12位と中位であり、有業のひとり親の相対的貧困率については58%で諸外国中ワースト1位だった。2012年1月27日公表の2008年現在データでは、ひとり親無職の相対的貧困率は52.5%で、有業では54.6%と働いているほうが貧困率が高くなっている。
このため、キャロライン・ケネディ駐日アメリカ合衆国大使（第29代）からは「日本は、仕事をすることが貧困率を下げることにならない唯一の国」と評されている。2009年には所得再分配後の子どもの相対的貧困率は15.7%となっている。
ただし、平成28年4月28日の参議院厚生労働委員会にて福島瑞穂議員がOECDの子どもの貧困でデータが示されない理由を尋ねたところ、厚労省は、相対的貧困率はOECDで定めて定義に基づき各国で数字を出すが「一応私どもはその定義に基づいた数字を使って算出をして先方とのデータのやり取りをしておりますが、OECDの基準自体が、各国、それぞれ国が違ったり制度が違ったりするので、何といいますか、技術的な面で調整というかそろわないところがあります」と明かし、「何度も先方から修正ですとか追加の作業の依頼がありまして、これは二十六年十月以降、何回かやり取りをしております」という中で「現在そのデータをやっている中で若干、何といいますか、異常値が出ていまして、例えば就業者がいる世帯の方が貧困率が高く出るとか、ちょっといろいろそういう問題がありまして、更に今向こうと調整をしております」「これは、調整が完了し次第、OECDの方には出したいと思っておりますが、（中略）ここはできるだけ正確を期して登録をしてまいりたい」と答弁しているため、先の有業者の相対的貧困率が無業者を超えていることは異常値であり、遡及して補正が入る可能性がある。
- OECDの統計データによれば、2018年の子どもの相対的貧困率は日本で約14.0%であり、OECD諸国35カ国（2018年以後に加盟したリトアニア・コスタリカ含む）の中で11番目に高く、先進国の中でイスラエル・アメリカ・スペイン・イタリア・ルクセンブルク・ニュージーランドに次いで7番目に高い国であった[16]。

内閣府は、OECDによる国際比較研究においては、日本に関するデータは「国民生活基礎調査」が用いられており、ジニ係数や再分配効果が大きくなりやすいことに注意が必要と指摘している。

### 国連児童基金
国連児童基金（ユニセフ）では日本を含む先進35ヶ国を対象に調査し、『Report Card 10-先進国の子どもの貧困（Measuring child poverty）』を2012年5月公表。日本の子どもの相対的貧困割合は、14.9%（約305万人）。35ヶ国の中で、相対的貧困率の高い方から9番目にランクされている。ただし、貧困率を可処分所得の50%でなく40%や60%で試算した結果も掲載があり、その場合には貧困率及び国際順位が変動している。2016年報告書『子どもたちのための公平性』では、日本は所得格差で下位だった。

### 日本（厚生労働省）
厚生労働省国民生活基礎調査の一環として実施。貧困率は、OECDの作成基準に基づいて算出している。令和3年（2021年）の「子どもの貧困率」(17歳以下)は10.6%となっている。記録のある昭和60年（1985年）以降において増加傾向にあったが、最も高かった平成24年（2012年）の約16.3%をピークに減少し、令和3年（2021年）は昭和60年（1985年）以降で2番目に低い貧困率となった。なお、ひとり親世帯に関しては、平成9年（1997年）の63.1%を境に減少傾向にあり、令和3年（2021年）は44.5%と昭和60年（1985年）以降最少の貧困率であった。 
貧困率の算出方法は2018年以降と2015年以前では違いがあり、前者は「非消費支出」に「自動車税・軽自動車税・自動車重量税」、「企業年金・個人年金等の掛金」及び「親族や知人などへの仕送り額」を加えているのに対して、後者は加えて算出していない。そして、両者の算出方法でそれぞれの貧困率を出している2018年調査によれば、前者の方が貧困率が加えない場合より約0.3%ほど高かった。
また、都道府県別の統計は公表されていないが、各世帯から集められた個票は全て都道府県を通じて厚生労働省に報告されるため、各府県で自地区の結果は把握が可能である、または厚生労働省から匿名データの提供を受けることにより都道府県レベルでは分析が可能である。しかしながら、阿部彩によると「（日本の2012年における貧困率の）16.3%の元データである「国民生活基礎調査」にて、都道府県別集計ができれば少なくとも都道府県レベルの貧困率がわかります。しかし、都道府県別ではサンプル数が少なくなるため、厚労省ではこの集計をしていません。」 との見解が示されている。
2012年度厚生労働省白書では、2000年代半ばまでのOECD 加盟国の相対的貧困率について日本が加盟国中大きい順から4位であったこと、うち子どもの貧困率は13.7%と30か国中ワースト12位であると記載されている。

### 日本（総務省）
総務省「全国家計構造調査」（旧全国消費実態調査）で公表している。2016年安倍首相が子どもの相対的貧困率が改善したと発言したが、この数値をもとに発言しているとされている。

## 子どもの貧困に関する概要
政府の貧困に関する統計「低消費水準世帯」の推計は、1965年を最後に打ち切られていた。その後長年にわたり貧困の定義と測定を持っていなかったとの指摘がある。なお、政府統計うち相対的貧困率を算出している調査としては、総務省「全国消費実態調査」と厚生労働省「国民生活基礎調査」があり、調査対象、手法等が異なっている。この結果、両調査の相対的貧困率を世帯主年齢別、世帯類型別に比較すると、ほとんど全ての区分で国民生活基礎調査の相対的貧困率が全国消費実態調査に比べて高くなっている。阿部彩によると、相対的貧困率については、貧困線より高い所得者は考慮しないため「格差」の問題ではなく、また国や地方団体の政策によって変動するため所得差があっても相対的貧困率は減らせないものではないとされている。なお、山形大准教授の戸室健作は「就業構造基本調査」のデータなどを分析し、都道府県別の「子どもの貧困率」を独自に算定した。日本財団においても都道府県別の率を独自算定し、公表した。
内閣府は平成21年度年次経済財政報告で「我が国の所得再分配は高齢者層に対してしか働いておらず、若年から中年といった現役世代においてはほとんど再分配が行われていないことが分かる」「所得再分配の効果が高齢者に偏っていることとあわせ、所得再分配機能が働く範囲が限定的になっている可能性がある」と言及している。現在の日本では、子どもの貧困増と教育支出が低下する一方で、年金や医療が手厚くなっているプレストン効果が現れている可能性がある。この効果は子どもの利益を代弁する「子を持つ親」よりも、高齢者の人口のほうが相対的に多いことと関係があるという。
『Social ExpenditureDatabase 2007』(OECD)によれば、我が国の家族関係支出は対GDP 比0.75%であり、スウェーデン3.54%、フランス3.02%と比べると非常に少ない。また、社会保障給付費に占める割合を見ても、高齢者関係支出の46.7%に比べ家族関係支出は4.0%にすぎないという指摘もある。教育費を見ると、oecd「図表でみる教育：OECD インディケータ」日本のカントリーノートでは、在学者1人当たりの公財政支出・私費負担はOECD平均を上回っているが、（公的・私的財源からの）教育支出の対GDP比は依然としてOECD平均を下回っているとされる。また、日本では2008年から2012年の間に初等教育から高等教育に対する公財政教育支出が増加したが、公財政支出総額がさらに大幅に増加したので、教育支出が公財政支出総額に占める割合は若干（3%）減少している。OECD加盟国平均で、初等教育機関から高等教育機関に至るまで教育機関に対する支出の83%が公財政支出で賄われている。日本は公財政教育支出の割合（70%）が最も低い国の一つであるが、これは主に高等教育の私費負担（高額の授業料）の割合が高いことによる（OECD加盟国平均30.3%に対し、日本は65.7%）と分析されている。文部科学省によると、日本の公財政教育支出の対GDP比は、機関補助と個人補助を合わせて3.8%であり、データの存在するOECD加盟国の中で最下位となっている（2011年）。また、教育段階別で比較しても、全ての教育段階でOECD平均を下回り、特に、就学前教育段階と高等教育段階では、OECD加盟国の中で最下位となっている。しかしながら、在学者1人当たりの公財政教育支出の対1人当たりGDP比では、就学前教育段階と高等教育段階では、OECD加盟国の平均を下回るが、初等中等教育段階では他のOECD加盟国と同様の水準となっている。これら、教育費用や家族費用については、日本は世界全域の年少人口割合（国連推計）は、26.6%であるが、我が国の総人口に占める年少人口の割合は、12.9%と世界的にみても最も小さくなっている。2013年（平成25年）総務省「人口推計（平成25年10月1日現在）」によると、年少人口（0 - 14歳）は1,639万人、総人口に占める割合は12.9%となっている。これに対して生産年齢人口（15 - 64歳）は7,901万人（対総人口比62.1%）、高齢者人口（65歳以上）は3,189万8千人（同25.1%）となっているため、総人口に占める年少人口の母数の差によって家族関係や教育関係の支出比率が他国と異なっている可能性もある。
地方自治体で保護者負担を軽減することもあり、東京都杉並区では2億以上かけて、所得水準にかかわらず小学校教材費および中学校修学旅行経費の一部を助成している。平成28年度より、大阪市では4月から、5歳児の教育費を所得制限なしで無料にする方針を固めた。まず、学校教育法で「学校」として扱われる幼稚園は、保育料を全額無料にする。一方、保育所は機能が「教育」と「養護」に分けられるため、幼稚園の保育料と比較して教育費とみなされる部分を無料化する。これにより、保育料は現行の5-6割減となる計算である。
阿部彩の子どもにおける政府移転の貧困削減に対する再分配効果分析によると、子どもの年齢別に貧困率（再分配後）を見ると、年齢が高いほど貧困率が上昇している。また、父・母親の学歴別分析では小・中卒の親を持つ子どもの貧困率が特に高くなっている。日本財団が2015年に行った試算では、子どもの貧困を放置した場合、わずか1学年(現在15歳の子ども（約120万人）のうち生活保護世帯、児童養護施設、ひとり親家庭の子ども（約18万人）) あたりでも経済損失は約2.9兆円に達し、政府の財政負担は1.1兆円増加するという推計結果が得られたとしている。なお、同財団では「家も学校でもない第三の居場所」を設け今後100カ所設置することを目標としている。第一号拠点は 2016年11月（予定）に埼玉県・戸田市に設置するとしている。
箕面市で行っている「子ども成長見守りシステム」では市の保有する子供の家庭・経済・福祉受給状況などの環境要因と学力や生活習慣のデータを複合的に利用して市内の学齢期の子供を分析している。これにより、生活困窮度の高い家庭の子どもほど学力調査の偏差値が低く、また非認知能力と呼ばれる「問題解決力」などと家庭の経済状況・養育状況の関係が非常に密接に関連していることも明らかになった。日本財団はこのデータを分析し、貧困状態の子どもの学力は10歳を境に急激に低下し、年齢があがるにつれその差は拡大するとしている。基本的な非認知能力は、困窮世帯と他は低学年時点から差が大きいが、貧困下でも学力の高い子どもは、非認知能力が高く、基礎的信頼や生活習慣などの非認知能力育成が重要と結論づけている。

### 沖縄県の子どもの貧困問題
自治体別分析では、沖縄県内の子どもの貧困率が29.9%に上ることが2016年1月29日、都道府県で初めてとなる県の調査で分かった。2012年時点の全国平均16.3%の約2倍。子どもの3人に1人が貧困状態に置かれていることになる。ひとり親世帯の貧困率は58.9%で、全国を4.3ポイント上回った。内閣府では沖縄子供の貧困緊急対策事業として平成28年度予算で10億円（補助率10/10）で3年間地域の実情を踏まえた対策に集中的に取り組むことを予定している。
沖縄県に関しては、河野太郎沖縄担当相は2021年5月の沖縄の日本復帰49年に関するインタビューで、沖縄の子どもの貧困率が高い理由の一つとして10代の妊娠率の高さと、若いうちの妊娠が引き金であることを問題とし、いかに若い人の妊娠率を下げるかについて言及した。また、性教育の重要さにも触れている。
それに対し、地域の支援団体や沖縄大学教授など若年の母子支援に取り組む関係者からは反発の声が上がっていると報道されている。しかしながら、官民が協力して作成した「沖縄子どもの貧困白書」において沖縄県子どもの貧困対策計画を担当した沖縄県の所管課長も、県の子どもの貧困率の高さの要因を核家族化の進展などにより子育て家庭の養育力やひとり親家庭の出現率が高いことなどがあると分析している。その2016年参考指標では離婚率が全国1.75%で沖縄は2.51%、母子世帯割合が全国1.46%で沖縄は2.72%、非婚母子世帯も全国7.8%で沖縄12.2%となっている。当事者団体のしんぐるまざーすふぉーらむ沖縄も母子世帯出現率、若年出産率、ＤＶ相談件数などいずれも全国の2倍であり、別れた子の父からの養育費受け取り状況が全国より低調であること、低賃金の現状に言及している。支援者からは10代の若年出産が多い沖縄県の特徴から学業の中断や、低学歴による就労不利、若年層であることでの生活力不足などが心配されており、乳幼児ネグレクト率も高い。教育困難校の現場からも、高校に進学しない最も懸念する子供は全てひとり親世帯で全体のひとり親世帯が3割を占めており、卒業後何人かは間もなく母親になり若年層妊娠の負の連鎖が語られている。また、できちゃった結婚率も平成22年度全国25.3%に対し、沖縄県が42.4%と全国1位となっている実態がある。
日本では緊急避妊薬が処方箋なく薬局で購入できず、諸外国で認められている経口中絶薬やインプラントや皮膚に貼るシールなどによる避妊法が未承認で女性自身が主体的に避妊する手段が少ない状況にある。おきなわ子ども未来ネットワークは、厳しい経済状況にある女性が望まない妊娠を防げるよう子宮内避妊用具（リング）の費用を援助する「リングキャンペーン」を行ったが、医療関係者や保健師が避妊を勧めても、男性が協力しない、避妊具を準備するお金がないなどの事情で進まないことがあり報道で希望者が殺到したため受付を一時停止した。沖縄県の若年妊娠率は2.6パーセントと全国平均の2倍である状況を支援団体も憂えており、その背景には性行為やその先にある妊娠に関する知識不足、家庭の貧困問題、親からの暴力など、いろんな原因が絡み合っているがその子どもたちの共通点として、親子間の『関係性の貧困』と挙げている。

### コロナ禍での子どもの貧困問題
2020年3月から5月にかけて、新型コロナウイルス感染症拡大予防のためにとられた全国での一斉休校において、学校や部活も無くなり自宅にいる中高校生が性行為の機会を持ち望まない妊娠に至ったり、妊娠の不安を感じてこうのとりのゆりかごを設置する熊本市の慈恵病院の妊娠相談窓口に、過去最多の中高生からの相談が寄せられている。生活苦から援助交際と言われる年上男性との性行為の結果、妊娠に至った高校生もおり、親に打ち明けるにも「小さないのちのドア」などの支援者の援助を得て乗り切るケースもある。コロナ禍の最中に性虐待が判明した少女には、10歳での母の恋人からの性暴力の妊娠や12歳での父からの性強要による事件も含まれ、日本は他国に比較し性虐待の顕在化がされていない可能性が高い一方で自分の体を守り大切にする性教育が不足しているため自らを責めたり我慢をする少女もいる。加害者は知人や親族など身近な人からのことが多い。女性の心身を守るうえでも性教育は重要だが、2020年より幼稚園から小中高校、大学で「生命の安全教育」という新しい教育を始める方針があるが、引き続き性行為や避妊は取り扱わない予定とされている。なお2020年10月、政府が性交直後の服用で妊娠を防ぐ「緊急避妊薬」について、医師の処方箋がなくても2021年より薬局で購入できるようにする方針を固めたと報道された。

### 母子家庭の貧困
相対的貧困に占める子供のいる家庭の割合は40.4%（平成16年現在）となっており、その中で「有業者2名の大人2人以上と子供の世帯」は18.0%、「有業者2名の大人2人以上と子供の世帯」は14.8%、「無業者の大人2人以上と子供の世帯」は2.3%「有業者1名の大人1名と子供の世帯」は4.3%、「無業の大人1人以上と子供の世帯」は1.0%となっている。このため、貧困世帯に含まれるひとり親家庭（長子が成人している、または祖父母などと同居を除く）は全世帯中最大でも5.3%である。しかし、母子家庭の一人当たりの平均所得金額は児童のいる世帯の4割程度となっていて、母子家庭の多くは貧困率が高い。
母子家庭の貧困問題を解決するのに、二つの選択肢があり、母子家庭そのものの数を減らし貧困問題を解決するのか、それとも母子家庭の所得を増やして解決するのかという選択肢である。ブッシュ政権は前者の方向を推し進め、その代表的なシンクタンクであるヘリテージ財団のレクターという論者は、「長期に及ぶ子供の貧困問題の80%は離婚・婚外出産の問題から発生しているとし、父親不在の子供たちは情緒的・行動的問題、高校中退、ドラッグやアルコール依存症、犯罪の問題をより多く経験し、さらに大人になっても、結局のところ福祉受給者となる」と指摘した。多くの研究から、ひとり親家庭は、子供の貧困率だけでなく高校中退率や10代の出産率が高いことが示されている。一方、マクラナハンの研究では、ひとり親家庭の高校中退率、10代出産率、ニート率が高いとしつつも、家族の所得を考慮した場合には、ひとり親であるかどうかは統計的に有意を示さなくなってしまうとした。アメリカの貧困問題研究では、ゲットーに住むアンダークラスの都市住民の貧困について、失業や犯罪、10代の妊娠、婚外子出生、女性世帯主家族、福祉依存を人種的および階級的な不平等の表れとして分析すべきものというmary Corcoranらの主張もある。10代の女性の妊娠は彼女がゲットーの貧しい女性世帯主の家族成長したことと深く関連し、黒人の場合、多くの子供が父親のいない家庭に育つが、それは黒人女性に結婚しない者が増えたことに起因し、その大きな理由は仕事のない黒人男性が増加して経済的結婚適格のある男性が減少したとのwilliam Julius Wilson の分析がある。黒人男性の失業率の高さが、貧困黒人女性の間で未婚の母が増えたことにもっとも深くかかわってると主張されている。
日本においても、2003年に製造業の派遣が解禁になるなどの労働者派遣法の改定を受けて派遣労働者が増えるなど、雇用者の三割以上は非正規雇用職員となる一方、企業における内部留保（利益剰余金）が上昇しかつ、企業の人件費削減分に匹敵する額が株主配当や役員報酬として増加するなど、格差社会が進行しアンダークラス層が出現しているとの指摘がある。
単身女性を含めた女性の貧困化についてはNHKなどのメディアに取り上げられるようになり、女性の非正規雇用職員の貧困を「アンダークラス化する若年女性」とも表現しているが、母子家庭においても、離婚および未婚の母の増加により、児童扶養手当の受給者は100万人を突破しており、新たな貧困層が増加している可能性がある。平成28年度「賃金構造基本統計調査」のよると、女性の賃金は過去最高となっているが、男女間賃金格差（男性＝100）に対し、女性過去最小の73.0と公表されている。構造的に女性賃金が低いため、母子家庭となり母が主たる稼ぎ手になった場合、多くの家庭において、生計を維持するに足るだけの収入が得られない可能性がある。
母子世帯の学歴はふたり親世帯の学歴より低く、中卒は同世代女性の約3-4倍となっており、母子世帯の貧困や諸困難の背景に低学歴という問題がある。学歴が低いほど就業率が低く、正規雇用率が低い。非婚（未婚）世帯は中卒割合が22.5%で、同世代女性の6倍強で、増加傾向にある。
歴史的には、日本は明治十年代、二十年代には離婚率が3.0%を前後しており、アメリカ0.7、フランス0.25、ドイツ0.15、イギリス0.02（1900年現在）と比較しても、全国統計が得られるほどの近代国家としては例がなく、世界一の離婚王国であった。離婚に伴う子の引き取りは性別・年齢に関係なく、全員を夫側の家で養育するという例が圧倒的に多かった。子の全員を夫側が引き取るのは、妻側の経済力の弱さ、再婚への差支えなどもあろうが、最大の理由は「嫁入りした家で生まれた子」だろうと推論されている。その後、昭和初期（1920-1940年代）では最も離婚率が低下した時期となった。そして戦後の混乱期を経て一旦低下した後、都市部の離婚の増加とともに、1960年代半ばから再び増加していく。母親が子どもを引き取る割合が父を上回る時期も、同じ1960年代半ばだった。子どもを引き取る母が増加した背景には、離婚の際、協議で親権者を決めるとした戦後の民法改正がある。民法改正後20年ほどして、婚姻中はもちろん、離婚後も母が子どもを養育するのが当たり前と見なす社会が、都市部の離婚の増加とともに形成されたうえ、男性が離婚後容易に子を手放すようになったのは、再婚、とりわけ初婚女性との再婚によって新たな子どもを持つ可能性が高いことと結びついていたとする説がある。昭和25年から40年までは、「夫が全児の親権を行う場合」の方が、「妻が全児の親権を行う場合」より多かった。これが41年に逆転し、「妻が全児の親権を行う場合」の方が年々多くなっており、平成10年では「妻が全児の親権を行う場合」79.2%、「夫が全児の親権を行う場合」16.5%となっている。2012年統計では妻側が83.9となっており、一貫して増加している。
なお、日本が過去施してきた「子ども手当」や「少人数学級」は、海外のデータを用いた研究のなかでは、すでに費用対効果がないか、極めて低いことが明らかになっているため、単純に手当を増額する手法は「学力の上昇」には直結しない。
長野県や島根県浜田市のようにひとり親世帯の移住促進策を実施する自治体もある。

#### 共同親権制度導入検討
国際的には、共同親権などの制度があり、必ずしも母側だけがその費用も含め、養育責任を担っているわけではない。離婚後には、日本のように子供の単独親権ではなく、フランスのように離婚後の共同親権の原則を導入している国もあり、ドイツ・スイス・イギリスも原則として離婚後も両親監護または養育義務を課している。なお、韓国では選択的共同親権制度を採用している。韓国では単独親権が原則化されていないため、離婚の届け出時に協議書に親権者を明示する手法を取っており、2011年研究インタビューではある判事の見解では20%程度が共同親権を選択している。また、親権者とは別に養育者も定める。EUの欧州議会本会議は2020年7月8日、日本に対する批判的な決議を採決し、裁判の判決を必ず執行すること、日本が署名したハーグ条約をきちんと守ることを日本政府に迫っている。日本では実子誘拐をした片親に実質的に監護権が与えられることがあり、かつ裁判所で返還命令を取っても執行されない場合があることが問題となっている。2010年に起こった大阪2児餓死事件では、被疑者である母が離婚を言い渡された理由は借金と自らの不倫が原因だったものの、離婚を決める家族会議で「借金はしっかり返す」「家族には甘えません」「しっかり働きます」などの誓約書を書かされた。22歳で幼い2児を抱えるひとり親は養育費もない状態で家族を頼れず孤立した子育てを強いられる状況となり、かつ児童扶養手当も子ども手当も受給しなかった。この被疑者もまた幼少期に実母からネグレクトを受けていたうえ、中学生で輪姦体験での性被害もあり解離性障害の傾向もあったという。公的機関に一度子どもを預ける相談をしたが実施には至らなかった。子ども共々セーフティネットから零れ落ちてしまった。2016年6月、母親の精神疾患により指導養護施設に預けられていた9歳の女児が一時帰宅時に母親に殺害された。父親は母にDV被害届を出されたことがあり、それゆえ施設は母の主張通り連絡を取ってはいけない相手だと思っていた。しかしながら、DVは父に親権を渡すことを忌避した母の狂言だったようだとも報道され、共同親権が実施されていれば防げた事件である。父親は母子を担当した秋田県中央児童相談所（秋田市）と女児が入所していた児童養護施設（同）の対応に落ち度があったとして県に損害賠償を求める訴えを秋田地裁に起こすと報道されている。大阪2児餓死事件でも子どもの養育責任と親権が母親一人負わされた結果、幼児2人が育児放棄の末餓死に至っている。このような事件を防ぐためにも、別れた親を含め、多くの目で子供を見守る制度が必要となっている。しかし同時に、オーストラリアでも親子断絶防止法の実施下で親と面会交流中の児童が殺害された反省を生かし、子との面会交流を制限したり、禁止しなければいけないような親、子どもの生命、身体、健全な育成を脅かすような親が子と交流することを制限する必要がある。また、共同親権により面会交流することで養育費を削減することにつながらせる危険性も指摘されている。2017年4月には日本でも元夫との初の面会交流中に4歳の女児が無理心中で死亡した事件も発生している。また、2018年には離婚後に7年ぶりに会った娘(13)に対し、体を触るわいせつ行為をする事件も起こっているため、面会交流時には子どもの安全が確保される必要がある。
離婚要因については、司法統計（平成26年度）第32表によると、全家庭裁判所取り扱いの婚姻関係事件中も申立動機別申し立て人別統計では、夫全562件のうち「性格が合わない」は315件(56%)で妻全1387件中634件(45.7%)で男女共に最多理由だが、そのほかに妻側では「暴力を振るう」が427件(30%)、「精神的に虐待する」が278件(20%)とDVを理由とする離婚が相当数含まれている。ただし、主な理由な3つまでの重複集計全家庭裁判所のため単純合算でDV総数推計はできない。また本件は、家庭裁判所を経たもののみのため、平成26年の年間離婚総数222,107件の離婚理由の内訳を示すものではない。

#### 母子家庭の就労
母子家庭の貧困について内閣府は、「税制・社会保障制度の影響による就業調整の影響もあり、女性は、相対的に低収入で不安定な非正規雇用につきやすい就業構造がある。さらに、このような若い時期からの働き方の積み重ねの結果として女性の年金水準等は低く、高齢期の経済的基盤が弱いという問題もある」とし、また、多くが母子家庭であるひとり親世帯の貧困率をみると、有業者であっても貧困率が高いという日本特有の状況があるとして、「この背景には、育児等との両立等の理由により、選べる職種が臨時・パート等非正規雇用が多くなりがちであることが影響していると考えられ、母子家庭の就労率は85%と高いにもかかわらず、約7割が年間就労収入200万円未満という状況がある（平成17年）」と 内閣府男女共同参画局 男女共同参画白書（概要版）平成22年版で分析している。平成19年就業構造基本調査によると、母子家庭の就労している母は有業者507,300人（83.7%）、無業者98,800人（16.3%）となっている。東京都福祉保健局の「東京の子供と家庭」によると、母子家庭の常勤雇用率は平成9年度には71.4%、平成14年度で35.9%であり、平成19年度で32.8%（常勤30.9+役員等1.9%）、平成24年度で38.5%（常勤37.0+役員1.5%）、となっている。以前は行政に置いても給食調理などの現業公務員などの職に就けていた一人親世帯の母が、行政改革により非正規職員または民間委託によって現業職などの正規職員になることが難しい現状及び景気の悪化による正社員の非正規雇用置き換えなども影響している可能性もある。なお貧困の子どもの約2割から3割は独立または祖父母などと同居する母子世帯の子どもだとする推計値もある。
ところで、女性が結婚や出産を機に仕事を止める就業率のいわゆるM字カーブは近年、一見改善されているが、その内訳を配偶者・子どもの有無別にみると、主に20代後半から30代の無配偶（主に未婚者）の女性の増加によるものであり、現在も、出産1年前に有職であった女性の7割が出産半年後には無職となっていること等、出産した女性は離職してその後正規職に就けないという女性にまつわる労働スタイルの問題を抱えているうえ、同時に出産後にも保育所では定員数が増加しているにもかかわらず、景気の低迷を受けて就業を希望する母親が増加していること等により、2008年から待機児童数は増加に転じているという保育所問題も存在する。しかし母子家庭の就業状況については、諸外国と異なりパートタイム雇用と正規職員雇用のひとり親の貧困率の差が明らかになるデータがなく、国際的には就労状況による貧困率を比較できないという問題点がある。
一方、国内の調査では、非正規就業者の割合は、2004年から2009年にかけてのいずれの調査年においても、シングルマザーの方が有配偶者の母よりも多い。全体として、相対的貧困率はシングルマザーが48.6%で有配偶者の母（13.7%）より高い。シングルマザーの相対的貧困率は非正規就業者のグループが52.9%、正規就業者のグループは33.6%、また無業者のグループが24.5%だった。次に、シングルマザー、有配偶者の母とも、就業形態によって相対的貧困率が異なっているが、いずれの就業形態で高いかは、シングルマザーと有配偶者の母とで異なっている。シングルマザーについては、相対的貧困率は非正規就業者（52.9%）が一番高い。一方、有配偶者の母における相対的貧困率は無業者（17.9%）が一番高い。有配偶者の母のグループの場合、非正規就業者の大多数は家計補助者として就業しているため、相対的貧困率が比較的低いと考えられる。非正規就業における相対的貧困率の問題を見る限り、シングルマザーのグループ（非正規就業者として就業している者の約5 割が貧困者）の方が、ワーキングプアの問題はより深刻であることがうかがえるとの分析がある。
就労状況については、「平成20年度大阪市ひとり親家庭等実態調査報告書」によると、母子家庭の就労時間は日6-8時間が56.7%と最多であるが、6時間未満も27.5%となっており、釧路市調査では、生活保護受給者と非受給者に分けて集計しているが、週30時間未満で働く母親は生活保護で2／3を占め、非生活保護で36.9%となっているとフルタイム就労者に比較して短時間勤務者も3、4割程度存在している。就労時間・日数については、全国の一般労働者が月平均19.9日、165.6時間に比して多くの母子家庭の雇用形態となっているパートタイム労働者では月15.3日、89.6時間となっている就労日数および勤務時間の短さの違いも給与所得の開きを生む要因の一つとなっている可能性がある。2001年日本労働研究機構が単発的に行った「母子世帯の母への就業支援に関する調査」の就労時間項目では、残業を含めた1週間の平均就業時間は「40-45時間未満」が29.7%と最も多く、次いで「45-50時間未満」(16.3%)、「35-40時間未満」(12.6%)とする結果より、釧路調査では就労時間は短いとしており、年次や地方によっても就労状況が異なってくる可能性がある。母子家庭等の自立支援策である「母子家庭及び寡婦自立促進計画」は、国の指針に従い各自治体で任意策定されており、定期的に進捗状況の確認も行われている。約10万人の児童扶養手当受給者を抱える大阪府では、様々な支援を行っているものの、平成17 - 23年度間では受給総数の増に対して、所得制限限度額が超えたことにより児童扶養手当の支給が全額停止となった者は7千人台で微増減した横ばいの推移が続いている。母親の就労別分析では、母親が 家族従業員、自営業（雇用人なし）の貧困率は男性と同様に突出して高く、母親が非正規雇用である場合に比べても二倍近くとなっている。利益の出ていない自営業者については、他への適正就労に転換させることが有益な可能性がある。非常勤等の被雇用者の場合には乳幼児の病気欠勤によって首になるなどの問題があるが、NPO法人ノーベルのひとり親向け病児保育「ひとりおかんっ子パック」NPO法人フローレンスの病児保育「ひとり親支援プラン」、宇都宮市のひとり親病児保育支援などの支援が始まっている。富山市では共働きやひとり親世帯子育て支援策として10月をめどに、保育所で園児が体調を崩した場合、市の保育士らが保護者に代わって迎えに行き、拠点施設で引き続き預かる「お迎え型」の病児保育を始める。

#### 養育費問題
日本では、2006年現在では離婚や未婚の母に対して子どもの別れた父親の実際に支払いがある養育費が2割しかない状況であったが、養育費を取り決めていない理由には、「相手に支払う意思や能力がないと思った」が半数を占めているが、次いで2割が「相手と関わりたくない」という理由をあげている。養育費の文書での取り決め状況・養育費の受給状況共に母親の学歴が上昇するにつれ、割合が上がっている傾向があった。このように養育費は母の状況に左右されている。養育費の受給分析を通じて、養育費が子どもの権利であるという認識が母に、ひいては社会に不足しているとの指摘もある。養育費がない家庭が多数であることが母子家庭の困窮の一因となっている。2018年現在では、子供自身が支援機関に養育費について相談するケースが増えているとも言われている。ただし、母子世帯の母の学歴構成が同世代の女性にくらべてやや低いほうに偏っていることであることから、一つの解釈として学歴は出身階層の代理変数であり、相対的に出身家庭が裕福とは言えない階層出身者が多いとすると、彼女らは、似たような階層の男性と結婚する確率が高いと考えられ、この推論から別れた父親も比較的所得水準の低いものが多いとした場合、現実問題としての支払い能力を疑問視する分析もある。
一方、年収の高い父親ほど、養育費を払っている割合は高いが、年収500万円以上の離別父親ですら、その74.1%は養育費を支払っていない。貧困層の父親は「支払い能力の欠如」、非貧困層の父親は「新しい家族の生活優先」が理由となり、どの所得層の父親においても、養育費を支払わないという状況が生み出されているとの分析もある。政治家でも養育費不足の問題はあり、元東京都知事の舛添要一については、2014年1月現在、元妻片山さつきがその選挙応援を要請されたがその支障となるものとして「舛添さんは障害をお持ちのお子さんに対する慰謝料や扶養が不十分」とインタビューで、公式ブログでは「現時点では舛添氏は、障害をお持ちのご自身の婚外子の扶養について係争になっており、これをきちんと解決していただくこと」が必要だと語っている。なお、民法においては、2011年に第766条1項が改正され「子の監護に要する費用の分担」についても離婚の協議事項と初めて明記された。法務省が、改正民法が施行された2012年4月から1年間の結果をまとめた。この法務省の調査によると、2012年4月からの1年間で、未成年の子がいる夫婦の離婚届の提出は13万1254件あったが、面会や交流の方法を決めたのは7万2770件（55%）、養育費の分担を取り決め済みだったのは7万3002件（56%）だった。明石市では、養育費や面会交流の具体的な意見を書き込める「こどもの養育に関する合意書」と「こども養育プラン」という2種類の用紙を離婚届を取りに来た夫婦に配布している。市への提出義務はないが、調停や裁判の資料として使用が可能。用紙の配布により、離婚届の『養育費と面会交流の取り決め』のチェック欄の記入率が上がり、全国で約60%のところ、明石市では約70%となったと公表されている。
平成27年には、養育費の取り決めをしたのチェックは62%となっているが、平成25年より60%を少し超えたところで頭打ちしている。法務省は離婚する夫婦に未成年の子どもがいる場合の養育費や面会交流に関する新たな手引書を作成し、2016年10月から全国の自治体の戸籍窓口で対象者に配布を始める。また、ホームページにて養育費と面会交流の取り決め方や、その実現方法についてのパンフレット及び養育費等合意書見本を掲載している。離婚後の面会交流を現在でも行っている割合は、離婚母子では約28%、離婚父子では約37%(平成23年度全国母子世帯調査)となっており、面会交流の実施率は父子家庭の方が1割程度高くなっている一方、離婚することにより6-7割の子供は親子断絶状態に陥っており、文字通り片親を失った状態にある。こうした子ども達の中には、親による子供の拉致によって連れ去られた子ども達も含まれており、両親の根深い対立によって交流が阻害されているケースが含まれている。また、なかには国際結婚の破綻によって、外国から連れ去られて親子断絶状態にあるケースや、経済力のあまりない外国人配偶者が親権者となり、貧困状態に陥っているケースも散見される。
明石市では、養育費や面会交流について独自の離婚後のこども養育支援を行っている。2014年度から、養育費の額や支払期間などを記入する「合意書」を独自に作成し、離婚届を取りに来た市民に手渡しているという。同市は、離婚相手から不払いとなった養育費を補填するモデル事業を開始すると2018年に公表していた。ひとり親世帯が養育費の保証契約を保証会社と締結し、保証料は市が負担して、養育費が不払いの場合でも、同社からひとり親世帯に年間最大60万円が払われるという。また、養育費不支払者には氏名公表のペナルティも検討されているが、市民からは不払い者の氏名公表とか取り立てについて、別れた親の立場から新しい家族の存在と家や車の購入を理由に養育費を払わない、共同親権になった時には子供は引き取ると市の介入に反対する声が寄せられている。2020年6月、明石市では新型コロナウイルスの感染拡大の影響で困窮するひとり親世帯に対し、緊急措置として不払いになった養育費を市が立て替え、全国初の試みとして相手からの回収も市が担うと発表している。なお、家庭裁判所に調停を申し立てる費用は約3000円程度であり、公正証書を作るのにかかる費用は、概ね1万円から3万円程度で作成できているのが一般的と市は説明している。更に2020年7月には養育費を取り決めていない市内のひとり親に対し、裁判の調停費用、公正証書作成に関する手続き費用の全額補助を決め、書類の記入方法や戸籍謄本の取得などのアドバイスも行うこととした。大阪府では、全国に比較し、母子家庭のうち養育費について何らかの取り決めをしているのは、大阪市は28.1%、全国42.9%でそのうち、公正証書等、債務名義を有しているのは大阪市では12.5%、全国は25.0%であり同様に低い状況であることをかんがみ、2019年度から公正証書等作成費補助の全額補助や保証会社と養育費支払い保証契約を締結した場合に、本人負担費用に対し全額補助（1回限り、上限設定あり）を行う。また、履行確保に弁護士の協力制度を設ける。東京都港区では、2020年度予算に離婚前後の弁護士相談、民間保証会社による養育費保証制度利用経費の補助、または ADR（裁判外 紛争解決手続）に係る費用の一部を補助（上限額 5万円）、民間の面会交流支援機関を活用した面会交流の支援(中学生以下の子ども)について予算計上した 。
養育費の算定方法については、東京家庭裁判所が「養育費・婚姻費用算定表」を参考資料として公表している。日本弁護士連合会では、「権利者と義務者の生活水準を同程度にするという生活保持義務の考え方からは，住居費や保険掛金等について，そもそも特別経費として控除する理由は導かれない」とその算定方法について疑問を呈している。同会では、諸外国の養育費の分析を行い、日本でも養育費立替払制度の新設を提言するなどしている。更に、2016年11月に、総収入から特別経費として控除していた住居費等を一律には控除せずに可処分所得に含めた新算定方式の養育費と婚姻費用の新算定方法について提言をしている。2020年には改正民法が施行され成人が18歳になるため、養育費の取り決めが「成人するまで」となっている場合には18歳までか20歳までか争いが起こる可能性がある。このため、取り決めを年齢で明記することも勧められている。紛争解決には法テラス(電話0570-078374)や各地方自治体の無料法律相談及び女性相談センター、または公証人役場などが有用だが、通常無料相談には回数上限があり、弁護士などの相談費用がかさむため支払い能力がない保護者の場合、元配偶者への養育費請求をあきらめることへつながっている。なお、養育費の養育費取得の裁判費用については、母子及び父子並びに寡婦福祉資金の対象であり、自治体で1,236,000円までを貸し付けている。なお、平成28年4月28日参議院の厚生労働委員会において、次のような審議が行われている。津田弥太郎参議院議員が離婚後に元配偶者から養育費を徴収することへの妨げになっている原因として、元配偶者の正確な資産内容を把握することが困難であることを掲げ、国税庁に直接情報提供協力を求める発言を行い、同庁より難しいとの回答を得ている。しかしながら、例えば生活保護法では第29条においては、保護の実施に当たり、本人の同意書を得たうえで、保護の実施機関及び福祉事務所長に官公署、日本年金機構を始め、銀行、信託会社、雇主その他の関係人に、扶養義務者の資産状況を含む報告を求めることができる強力な調査権を付与しているが、児童扶養手当支給に当たっても、同趣旨の内容を規定した児童扶養手当法の第30条を根拠とし、手当支給の算定根拠となる養育費の支給状況及び児童の父または母の資産状況について、行政職員による調査を行う手法が閉ざされているわけではない。
また、元配偶者の所在地について同委員会内で佐々木さやか議員が、捜索することの困難性について言及しているが、直系卑属の開示請求により、戸籍の附票の写しや住民票の除籍を辿ることにより住所履歴は確認することは可能となっている。さらに、令和元年5月に成立した改正民事執行法では、確定判決などに基づいて地方裁判所に申し立てすることで、相手の預貯金の口座情報や勤務先の情報を、対象の金融機関や、住民税の徴収などを基に職場を把握している市町村などから取得できるようになった。また、改正民事執行法第152条の2により「扶養義務等に係る債権」とする差し押さえの場合は税金控除後の給与2分1の部分が差し押さえ禁止で、つまり2分の1までは差し押さえ可能となる。ただし、公正証書での給与差し押さえの場合、正本に、債務者が公正証書正本に記載された債務を履行しない場合、直ちに強制執行に服する旨（執行受諾文言）が記載されていることを要する。差押申し立て手続きは地方裁判所の案内に詳しい。ほか法務省で説明資料やYouTubeでの動画解説を提示している。公正証書を作成する公証人とは、原則として判事や検事などを長く務めた法律実務の経験豊かな者で、公募に応じた者の中から、法務大臣が任命することになっている（公証人法第13条）ため、裁判官のOBの立場の者が就任していることからその作成した公正証書は強い公定力を持っている。2020年5月、実業家の前澤友作は受領できない養育費を元パートナーに代わり支払い、相手に交渉等も行う予定の養育費回収会社の設立を発表したが、3日で5000件以上の申し込みがあったと公表している。また、改正民事執行法205条により、財産開示手続の開示拒否や虚偽の報告をした者に対して、「6か月以下の懲役または50万円以下の罰金」の刑事罰を科すことになり、該当者には刑事罰が与えられることになった。
養育費の不払いによるひとり親の困窮に対して行われる行政の福祉給付受給については、アメリカでは納税者に遺棄して去った父親の代わりを負わせることへの議論が高まり、1975年社会保障法改正によって、子を監護していない親の養育費支払義務を強制することになった経緯がある。未払いの場合州によっては裁判所で拘禁まで課されることもある。2020年10月、沖縄県在住女性が米国の「養育費回収システム」を使って別れた米兵である父親を特定し、養育費を女性に支払うようハワイ州の家庭裁判所に認められている。イギリスにおいてもサッチャー政権下に母子世帯の福祉依存と父親の養育費不払いへの批判が高まった結果、ひとり親が所得補助等を利用している場合には1993年から導入された養育費制度の利用が義務付けられている。日本においても、生活保護において非監護親が養育費支払い能力を有する場合でも、監護親世帯が生活保護を受給することにより養育費受給が低減するという研究結果があり、またひとり親に給付される児童扶養手当では、費用負担は国が3分の1、都道府県、市が3分の2であるが2010年の国庫負担分の予算案が1678.4億円、都道府県、市等併せると年間約5,035億円となる。養育費未徴収の福祉給付受給者が増加することが福祉費増大の一因となるため、養育費徴収の実現は財政健全化にも寄与する。

#### 児童扶養手当
ひとり親世帯では、子どもが18歳に達した年度末まで要件が合致している場合には児童扶養手当が支給される。「児童扶養手当法」の一部を改正され、2019年11月分から年3回が年6回の支給に変更となった。なお、東京都では都独自制度として、ひとり親家庭の児童（育成手当）、または障害もった児童（障害手当）に対して児童育成手当を都内各区市町村が条例を設置し支給している。その費用は東京都児童育成手当支給条例に基づき東京都が負担する。昭和44年4月に交通遺児手当制度として発足し、12月に東京都児童手当制度となった経緯がある。
新型コロナウイルス感染対策の市民支援として、明石市、三豊市、野田市では、市独自政策としてひとり親家庭に対し、児童扶養手当に上乗せ支給を実施する。

## 就学援助
文部科学省の要保護及び準要保護児童生徒数の推移の資料によると、平成22年度には生活保護を受けていないがそれに準ずるものとして、市町村教育委員会がそれぞれの基準に基づき認定した準要保護児童生徒数は140万人に達している。要保護児童生徒数を含めると総数は約155万人となっている。就学援助率は15.3%と過去最高である。2005年度より、準要保護者に対して行う就学援助は一般財源化されており、自治体の財政力による受給の格差が懸念されている。
全国で約7人に1人の小中学生が、経済的理由により就学困難と認められている。2006年に文部科学省が教育委員会を対象として実施したアンケート調査によれば、過去10年間（1995-2004年度）における就学援助受給者数増加の要因・背景について、「企業の倒産やリストラなど経済状況の変化によるもの」が全体の76%、「離婚等による母子・父子家庭の増加、児童扶養手当受給者の増」が全体の60%に当たることが判明した。足立区の小中学校の学力と就学援助率の分析によると、小学校では就学援助認定率と学力の関係に変化が出始めているが、中学校では依然として就学援助認定率と学力との相関関係が続いているとしている。ただし、子どもの学力の決定要因は何かを考えた時に、家庭環境と遺伝の影響は大きいと言われており、遺伝が学歴に与える影響は27 - 35%と推定され、家庭環境も合わせるとかなり大きな割合を占めることがわかっている とされている。就学援助利用世帯と収入400万円以下の世帯が厳密に対応しているわけではないが、こうした低所得世帯は大きな不利を背負っていることがわかる。年収400万円をひとつの境界線として、生活と教育の諸断面(朝食摂取、個室、持ち家率、家族旅行の経験、学校の成績、欠席率、塾・習い事など)における明らかな断絶が見て取れる。低所得ということがこういった問題・困難をもたらすもっとも大きな原因であると結論づけるのは早計であろうが、紛れもなくひとつの原因となっていることが考えられるとの分析がある。
就学にかかる制服・かばんなどの学用品については、指定の型や販売店制度を利用しているため、金額が高止まりしている可能性がある。海老名市総合教育会議では、市教育委員会の調査で市内の中学校制服は約2万5千円の価格差があることが判明して是正に乗り出している。茨城県日立市では入学時に小学校では薄型ランドセルを、中学校ではリュックタイプのスクールカバンを全員に贈呈している。ところで中学校の学用指定鞄に至っては、時に教科書等で重量10kgともなり、小学校のランドセルと異なり、毎日の通学においての片肩掛けでは成長期の身体に歪みを生じさせる可能性があるが、これは学校保健安全法に基づき行う健康診断で従来の脊椎側弯検診に加え、平成28年度より「四肢の状態」検査を実施して四肢の形態及び発育並びに運動器の機能の状態を確認し子どもの健康保持に努める教育理念とも反する。指定鞄制度をとらず、生徒が市販のリュックを購入する学校もある。公正取引委員会は学校制服の取引実態を調べ、公立中学の制服の価格は上昇傾向にあることから、価格の上昇は学校と制服メーカー、販売店の関係や、取引方法が原因になっている可能性があると判断し、調査の結果から導いた改善案を公表すると報道されている。個人で地域学校別の制服等の費用を費用を調査した者によると詰め襟制服でも、学校によって1万円もの差がある実態が明らかになっている。
公正取引委員会は2020年7月に愛知県豊田市にある県立高校6校の制服販売において価格カルテルを結んでいたとして、同市の販売業者3社に対し、独占禁止法違反で再発防止を求める排除措置命令を行っている。部活動のユニフォームや共通用具などの購入も数万かかるケースこともあるうえ、また運動部の保護者が自主練や差し入れなどの担当を強いられる仕組みがある場合には、ひとり親などで休暇を取りづらい就労形態についている場合には対応の困難さが部活動の参加阻害要因ともなる可能性が指摘されている。部活不参加の場合には進学のための内申点に影響することもある。

## 生活保護世帯の子ども
要保護者(生活保護受給者)にほぼ相当すると見られる教育扶助を受けている小中学生の人数は、戦後おおむね減少傾向にあったが、1990年代後半から少しずつ増加している。小中学生総数に占める教育扶助受給者の割合を見ると、1952年度以降最も低くなった1996年度の0.67%から、2006年度は1.27%へと大幅に上昇している。実数では、2006年度に約13 万7千人の小中学生が教育扶助の対象であった。京都府子どもの貧困対策推進計画によると、生活保護受給家庭および準要保護家庭は、平成25年度「全国学力・学習状況調査」における学校6年生・中学校3年生ともすべての調査項目の平均正答数が府全体よりも下回っており、特に生活保護受給家庭は最低平均値となっている。また、同じく平成26年3月の進学状況においても、全日制高校への進学率は低い状況にあった。しかし、個別に見ると、経済的に困難な家庭の子どもの中にも、生活習慣・学習習慣が身についている場合は正答数が平均を上回るとともに、希望する進路が実現できている傾向が見られるとしている。横須賀市調査では、生活保護家庭において、子どもが全日制の高校に進学した世帯では77%だったが、定時制・通信制高校の進学者の世帯では57%、中学卒業で修了した世帯は41%にとどまっていた。このため市では「全日制高校への合格は貧困の連鎖の防止に大きな効果」として、2016年には学習支援を生活保護家庭から就学援助費受給世帯に拡大した。
江戸川区では生活保護ケースワーカーが有志で1987年から始めた生活保護世帯などの子どもたちを対象に開かれている「江戸川中3勉強会」が長い間学習支援を行っている。埼玉県のように、教員OBなどがいる一般社団法人に高校進学支援を委託し、家庭訪問や学習支援会を開催するといった生活保護世帯への「学習会」支援も広がってきている。埼玉県では、平成21年度の県の保護世帯の進学率86.9%から平成24年度には97%に上昇している。このように学習会によって高校進学率を上昇させたが、県で生活保護費受給家庭の高校生の就学状況を調査したところ、中退率が全体の2倍以上になっていることが分かり、教室参加でも高校中退した人の22.2%が「学業不振」を理由に挙げている。県は進学後の支援も必要と判断し、2013年度から受給世帯の高校1年生を対象に無料の学習教室を開いている。これにより、2013年10月現在、高校を中退した生徒は一人もおらず、成果を上げている。なお、県の中退後の状況調査では、中退者の約6割は無職の状態にあり、県は高校に進学するだけではなく、きちんと卒業し、安定した仕事に就いてもらうことにより、貧困の連鎖を断ち切り、高校中退を防止することが現在の大きな課題としている。また、平成25年度より最終的にスムーズな就職につながるよう、中学生と高校生を対象に、特別養護老人ホームや農家などでの就労体験の実施も行うとしている。平成26年度には303人の中学3年生が学習教室に参加し、その結果、296人が高校に進学し、教室参加者の高校進学率は97.7%となった。事業開始前の平成21年度の生活保護受給世帯の高校進学率86.9%より約11ポイント高くなっている。高校中退防止支援では、新たに平成25年度から高校1年生を対象に学習教室を県内7か所に開設し、教員OB等が補習を行って高校中退防止に取り組み始め、この結果、262人の教室参加者中250人が進級し、中退率は4.6%となり、事業開始前の平成24年度の中退率8.1%から3.5ポイント改善されている。

## 貧困の連鎖
所得移動の観点からは、全国調査データを用いた分析によると 現実に生じているのは 「貧困の連鎖」よりも「富裕の連鎖」とも言うべき現象だとの指摘もある。教育水準と親の年収の関係も深く、2007年の東京大学の学生調査によると、東京大学生の親の年収950万円以上の割合は52.3%を占めている。施政者側も身分の連鎖を起こしている可能性があり、2012年12月に発足した第2次安倍内閣の閣僚のうち、父・祖父など地方議会・国会議員であった世襲議員は19名中12名と全大臣中63%を占めている。交通遺児育英会の交通遺児奨学生第1期生であった下村博文がいる一方、麻生太郎、根本匠、林芳正といった貴族院や初代内務卿に系譜が遡れる数代目の政治家も複数いる。なお、選挙に出馬するための供託金は国会議員では300万を要し得票が一定数以下なら没収され政治参画の機会を狭めている可能性がある。ただし、2011年統一地方選挙では候補者の半数以上が当選する「地方議員のなり手不足」と呼ばれる事態となっているが、地方議員は人口千人規模の自治体で15万～人口10万以上で約51万の月収が保証されているため、当選した場合にはひとり親の新たな優良な勤務先となり得る。
平成26年3月、文部科学省が「平成25年度全国学力・学習状況調査」（全国学力テスト）の追加調査として行われた「保護者に対する調査」の結果を発表したが、所得が高い家庭の子どもの正答率がより高いという傾向にあり、学校外教育支出が多い世帯ほど正答率が高かった。この分析では、家庭の社会経済的背景と子どもの学力の相関ついて言及されているが、ただし今日ではそもそも行動遺伝学的には、知能については70%以上、学力は50-60%程度が遺伝で説明されるとされている。このため、育成上の環境要因ではなく、親と子供自身が持つ能力差の要因が学力調査の結果に反映されている可能性もある。それぞれの個々の就労の適正化については、行動遺伝学者によると、人間の遺伝と環境の交互作用についてきちんと織り込み、行動科学としての教育を構築することで、個々の多様性を認め、子供の職業体験を通じた適正ある就労が望ましいとされている。そもそも、何を以って「不平等」とするかは人により異なるが、その違いの一つが「結果の不平等」と「機会の不平等」の間である。結果の不平等の中には、性別、人種、相続財産、親の状況、生まれつきの能力といった個人の努力とは無関係な状況に起因するものもあるが、努力の差に起因するのは問題にされないことが多いとの指摘がある。しかし一方で、両親大卒割合と学校外学習努力量の公立中学校学校平均割合には相関関係がある。親の大学卒業割合は通塾率にも影響し、また学習時間は生徒の大学進学期待割合との関連している。更に受験学年でのテレビ・ゲーム・携帯電話などのメディア消費量が両親非大卒層は他層と比べて多く消費しているとの研究がある。このことから環境因子が努力の差を生み、結果の差につながることが読み取れる。平成31年東京大学学長の上野千鶴子は入学祝辞で「がんばったら報われるとあなたがたが思えることそのものが、あなたがたの努力の成果ではなく、環境のおかげだったこと忘れないようにしてください。」と入学生にはなむけの言葉を送り話題となった。

## 学力格差
2012年厚生労働白書では、小学生時点の家庭の経済状況と学力、高校卒業後の予定進路、フリーター率との分析の相関関係から、「家庭の経済状況の差が子どもの学力や最終学歴に影響を及ぼし、ひいては就職後の雇用形態にも影響を与えている」と結論付けている。ただし、平成21年度文部科学省白書によると、OECDの調査では、日本は経済・社会的背景に恵まれない生徒がトップ・パフォーマーに占める割合が34.9%で、OECD加盟国中、2番目に高い水準となっていると貧困の子どもが全て低学力であることは否定しつつも、「国際学力調査によると、我が国は、諸外国と比較して、社会的経済的背景が子どもの学力に与える影響は小さいのですが、ここまでに見てきた様々な調査・分析の結果を見ると、こうした子どもを取り巻く環境の学力への影響を軽視することはできないでしょう」と貧困が学力に与える様々な影響も示唆している。
経済協力開発機構(OECD)が、57の国と地域における15歳児約40万人を対象に行った国際学習到達度調査(PISA)の結果を分析したみずほ情報総研では、「読解力」において習熟度が著しく低い生徒の割合が、2003年に急増したまま推移している点について、日本では90年代後半以降、失業や倒産などが増加したことが背景にあり、こうした親の事情によって潜在的な能力を発揮しにくい環境に置かれた生徒の増加がある可能性を懸念している。

## 高等教育への公的給付と奨学金
高校教育無償化前の数値ではあるが、2006年における日本の教育支出の公費負担割合は、諸外国に比べ低い。平成21年度文部科学省資料学部学生への経済的支援の欧米との比較では、大学・大学院の高等教育について「主要国では、奨学金（とりわけ給付型）が充実している（米英）、または授業料が無償または低廉（独仏）のいずれかの傾向にある」としている。一方、授業料が高く、学生支援が比較的整備されていない国として例に日本と韓国を掲げている。OECDによると、国立・私立の年間授業料は「データのあるOECD加盟国で最も高額な国の一つである。日本の高等教育機関に対する支出の約52%は、家計からの支出である。」とされる。なお、ここでは「日本の高等教育機関の学生は民間ローンより低利の公的貸与補助の恩恵を受けることができるが、卒業時に多額の債務を課すこれらの貸与補助を利用している学生は38%のみである。」とされており、後述の日本学生支援機構の統計とは異なる率となっている。
給与所得者の平均給与推移は平成9年以降、平均給給与は年々減少傾向にあるため、奨学金を必要とする家庭は増加している可能性がある。しかし学生が卒業して就職しても、非正規型雇用就労等のため、返済型の奨学金を返済できない者も増えているとされている。奨学金を利用することはもはや特別なことではなく、大学学部生では半数を超え、平成22年度現在で利用割合は52.5%となっている。貸付型奨学金に対し、最近は多くの大学が、各大学独自の給付奨学金制度を用意しているとも報道されている。また、地方に就職する大学生を対象とした奨学金も創設されている。奨学金の返還を肩代わりして人材確保につなげる動きが企業や自治体に広がっており、徳島県などが地元企業への就職を条件に肩代わりする制度を新設している。なお、就職した生涯賃金は、基本的には高卒より大卒の方が高いが、就職する企業規模によって、事情が大きく異なっており、大学・大学院卒で社員数10-99人の中小企業に就職した人は、2割ほども高卒者の方が高い、という逆転現象が起こっているため、必ずしも大学進学だけが有利な道とも言えない。日本学生支援機構の理事長は「貸与を受けている学生が多いところほど、延滞率も高かったりする。」「高専の延滞率がいちばん低いんです。まさに高専の学生たちは専門教育をしっかり受けている。」と問題提起し、また子供たちに、「奨学金さえ受けて、大学に行きさえすればなんとかなるんだ」といった甘い考えはやめて欲しいと提言している。
東京都足立区では、平成28年度からこれまでの足立区育英資金に加え、一定の条件を満たす者を対象に、貸付金額の半額を償還免除とする償還免除型育英資金貸付事業を開始する（年間、高校・大学各10名）。東京都世田谷区でも、平成28年度当初予算より「給付型奨学金の交付」を準備し、返済不要の給付型奨学金制度を新設し、年間、一月最大3万円×12か月で36万円の支援をする。世田谷区長は基金を区の一般会計から拠出したお金に、一般の区民や民間事業者からの寄付も重ねていって持続可能な体制を築いていきたいと語っている。企業が児童養護施設の子供を対象に返還不要の奨学金を支給することもある。法政大学では大学教授が個人で設立した給付型奨学金制度などもある。奨学金ではないが、国立青少年教育振興機構は、児童養護施設や母子生活支援施設に在所する、またはしていた高校3年生や大学生らを対象に、国立青少年教育施設で働きながら大学や専門学校に進学する、年間800時間の勤務で年間120万円が支給される「学生サポーター」制度を行っている。施設の運営業務などを担当する。国立大学への個人の寄付を促すため、政府は2016年度から税制を改正し、現行の所得控除に加え、税額控除制度を新たに導入すると報道されている。通信制高校代々木高校では、提携している企業やお店で働く代わりに、その会社が学費を負担してくれるシステムを採用している。
アメリカにおいては、連邦ペル給付奨学金は、1980年代後半までは、最高額は、公立4年制大学で学生生活費（学費と生活費の合計）の半分をカバーしていたが、現在では約3分の1をカバーするにすぎない。私立ではそれぞれ約2割と13%となっている。また、家計所得2万ドル以下の低所得層では約4割が受給しているが、5万ドル以上では5%が受給しているに過ぎない。このほか、連邦補助教育機会給付奨学金や連邦貸与奨学金もある。連邦奨学金は当初は給付奨学金が大きな割合を占めていたが、連邦と連邦以外のローンが大幅に増加したために、1990年代半ばに給付と貸与の比率は逆転した。このローンの増加は、連邦ローンだけでなく、民間ローンも大幅に拡大したことによるもので、この結果として、ローン負債の重さや返済が大きな問題となっている。ローンの返済のため、卒業しても家や家庭や車を持てない。さらに卒業できない場合、重い負債のため問題が重大であるという、ローン負担が問題となっている。また、ペル給付奨学金は大学へのアクセスのために創設されたものであり、修了のために設計されていない。このため、ペル給付奨学金が、大学等の修了に効果があるかが問われているという問題も生じている。消費者保護の観点からも連邦政府のローンは取り立てを厳しくしていない。これに対して民間金融機関のローン（private loan）の貸し出し市場では、取り立ては厳しい。なお、連邦ローンは破産しても免責（discharge）にならないという面もある。Selective Service System(選抜徴兵局/義務兵役サービス)は18歳-26歳までのアメリカ市民、永住権保持者、米国に不法滞在している全ての男児は、SSSに登録する義務があるが、登録しなかった場合、大学入学時などの奨学金（Pell Grants, College Work Study, Guaranteed Student/Plus Loans, and National Direct Student Loans.）を受けることができず、連邦政府関係への就職も許されない。アメリカでは学生によって学費が一律ではない。ペンシルバニア州の例では、私立研究大学だったピッツバーグ大学が財政難より州立化したときに、州交付金の助成を受けて財政健全化を図る代わりに、州内出身学生に対して低い学費の設定を行っている。アメリカでは、学生の家計状況や成績等に応じて連邦政府、州政府、大学等から給付奨学金、ローン、労働への対価であるワークスタディ等の奨学金が支給される。一方日本では、首都大学東京などの公立大学では、都民とそれ以外で入学金は半額になっており異なるが、学費は同一となっている。沖縄大学では、児童養護施設の利用者や里子ら社会的養護が必要な若年者を対象にした「沖縄大学児童福祉特別奨学生制度」がある。同大学の推薦入試に合格した若干名に対して、授業料を4年間全額免除している。また、沖縄大学同窓会は2015年、創立50周年記念事業の一環として児童養護施設出身者や里親家庭で育てられた里子を対象に、入学金相当額（12万5千円）を贈る奨学金制度を創設している。京都大学は2017年2月24日、民間企業からの寄附で学生を経済的に支援する企業寄附奨学金制度「CES」を創設したと発表した。
なお、文部科学省の平成24年度調査では、学生の中途退学や休学等の状況については、その理由に「経済的理由」が中途退学及び休学の最大の要因であり、平成19年度14.0% が平成24年度20.4%に上昇したと公表している。文部科学省による委託調査では「経済的理由による学生等の中途退学の状況に関する実態把握・分析等及び学生等に対する経済的支援の在り方に関する調査研究」がある。国立大学の授業料、私立大学の授業料平均額、消費者物価指数のそれぞれを、昭和50年時点を100とした場合、消費者物価指数はこの30年間で約2倍の伸びに留まるのに対して、平成20年現在では大学の授業料はこれを大きく上回り、国立大学で約15倍、私立大学で約4倍になっている。2010年度から高校授業料無償化・就学支援金支給制度から実施されている。また、2020年度から私立高校授業料実質無償化され、授業料・入学金の免除または減額と、返還を要しない給付型奨学金の大幅拡充により、大学、短期大学、高等専門学校、専門学校についても無償化が進む。

## 自殺
文部科学省は2014年6月19日、2011年以降に自殺した国公私立の小中高校、特別支援学校の児童生徒約500人について実態調査結果を同省で開かれた有識者会議に示した。背景に進路問題を挙げたケースが多かったが、経済的困難で将来を悲観した自殺が5%と、いじめ（2%）より多かった。

## 医療助成
平成21年4月の「国民健康保険法の一部を改正する法律」の施行により、国民健康保険料の滞納世帯においても、15歳に達する日以後の最初の3月31日までの間にある被保険者、つまり中学生までの子どもがいるときには、世帯主に対し、当該被保険者に係る有効期間を6か月とする被保険者証を交付している。しかし、医療保険制度における子どもの自己負担額（3割、ただし未就学児は2割）分に係る医療費助成については、市町村ごとに、対象年齢、自己負担の有無等で様々な違いがある。未就学児に限定すれば、すべての市町村が何らかの医療費助成を実施しているが、平成28年10月調査では、中学生では入院で助成なし7%、外来で助成なし18%となっている。厚生労働省は医療費が膨張するとして、こうした自治体に国民健康保険の公費負担を減額する措置を科しているが、自治体の反発は強く、見直しを含む検討が行われた。この子どもに対する医療費助成係国保の減額調整措置ついては、平成28年6月2日に閣議決定されたニッポン一億総活躍プランおいて「子どもの医療制度在り方等に関する検討会での取りまとめを踏まえ、国民健康保険減額調整措置について見直しを含め検討し、年末までに結論を得る」とされている。これをうけ、厚生労働省は平成30年度より、未就学児までを対象とする医療費助成については、国保の減額調整を行わないこととした。なお、国民健康保険税（料）は通常各市区町村に置いて、所得別による軽減措置が取られているが、子供などの扶養家族人数ではなく所得により保険料が決まる社会保険の健康保険と異なり、加入者には全員賦課（保険税・料）がかかる仕組みとなっている。このため、一人親世帯などの子育て世帯においても所得が一定水準を超えると翌年度賦課が一気に上昇する。豊中市では父子・母子世帯への減免が、東大和市及び北九州市では一定所得下の多子世帯に減免を設けている。2020年4月分より、加西市では国保保険料を高3生までの均等割全額免除を実施している。事業費には、国民健康保険特別会計の基金や交付金を充てるとしている。
厚生労働省は2020年12月、少子化対策の一環として、自営業者など国民健康保険（国保）に加入する家庭の小学校入学前の子どもの保険料（税）について2022年より半額にすることを決めた。

## 虐待
厚生労働省科学研究H20-21年度「子ども虐待問題と被虐待児の自立過程における複合的困難の構造と社会的支援のあり方に関する実証的研究」（研究代表松本伊智朗）に基く調査は、A県の児童相談所における、5歳、10歳、14 - 15歳の平成15年度虐待受理ケース129の記録を研究メンバーが児童票より転記し、個人情報の保護が可能な119例を整理した上で分析するという方法をとったが、虐待事例における障害をもつ子どもの比率と、養育者自身が障害を有している割合の高く、本調査の119事例の中で、56例が当該児童に障害があり、48例はきょうだいに障害がある。当該児童ときょうだいの両方に障害がある事例は33であり、兄弟にのみ障害があるのは15例である。つまり、71事例は、障害を持つ子どもを養育していることになる。さらに、養育者が知的障害、発達障害、その他の疾病・障害がある（精神障害を除く）事例は40に上り、子どもの障害とも重複する。家族に障害児者がいない事例は119例中26となり、障害の偏在化が明らかであった。家族関係の流動性と並び、家計の困窮は、養育者の育児態度、そして子ども自身の成長発達に大きな影響を与えると考えられる。今日の子ども虐待問題は貧困を背景としていると指摘される通り、貧困は、家族に派生する種々の問題への対応力を弱め、事態の深刻化・複合化を招く。虐待問題で児童相談所が関与する家庭には生活保護世帯が多いと都内児童相談所勤務者は指摘している。このため、保護費支給権のある福祉事務所と児童相談所との連携強化が虐待対策に有効としている。このような虐待から保護する機関には、公的には児童相談所があるが、民間が設立する子どもシェルターも寄付などによって運営されている。
アメリカの研究では、貧しい一人親などの虐待リスク家庭について、看護師による家庭訪問が有効だったことが示唆されている。再妊娠、アルコール薬物問題、福祉依存も少ない結果がでている。

## 食生活と住環境
文科省調査は新潟県立大の村山伸子教授らが2013年9-12月、東日本の4県6市町村で実施した調査を公表した。小学5年生923人とその保護者から子供の食事内容と保護者の所得について回答を得た。低所得の家庭の子供は休日の朝食を抜きがちで、（調理に手間のかかる）野菜はあまり食べず、インスタント食品をよく食べていることが明らかになった。
夜間の子供の食事や居場所の提供事業を行うポーランドのバル・ムレチュニィのようなNPOもある。自治体初、北九州市は「子ども食堂」2016年新年度開設へ方針を固めた。
日本医科大学の可知助教らは、「親の経済格差が子どもの肥満に及ぼす影響」に関して、全国から無作為に抽出した794名の6歳から18歳の子どもを対象に分析を行った。その結果、青年期では、世帯を月間の家計支出額に基づいて3つのグループに分けた場合、下位3分の1の世帯(平均家計支出額:16.5万円)では、上位の世帯(平均家計支出額:45.2万円)と比較して肥満の割合が3.4倍高いことが判明した。可知助教は「家計支出が低い世帯では、家庭で（安価で満腹感が得られる）炭水化物や脂質に偏った食事を採る傾向にある。適切な食育指導などの対策が必要だ」と述べている。出荷できない余った農産物を生活困窮者に寄付するフードバンクの活動が各地で広がっている。なお、全国の小学校の給食実施率は9割を超え、ほぼ全校で実施されているが、中学校では完全給食の実施率は平成26年5月現在で87.5%となっており、日本財団の推計では子供の貧困率が高率な方の神奈川県では24.4%、大阪63.9%の実施率となっている。学校給食費の食材購入費用については、学校給食法第11条第2項の規定により、保護者負担が原則だが、埼玉県滑川町では2011年より保育・幼稚園児から中学生まで給食費無償化を開始している。山梨県早川町では、少子化に対応した施策の充実のため、学校給食費のほか、教育に必要な教材費、校外学習経費を無償化している。なお、全国の小中学校の学校給食費（食材購入費）を無償化すると、4446億円を要すると文部科学省は試算している。この費用については、小学校教諭だった柏原ヤス参議院議員の働きかけによりかつて教科書も保護者負担だったものが政府負担になった歴史を重ねて、給食についても保護者負担無償化が取り上げられ審議されている。埼玉県戸田市のように、2019年度より独自に市立の小・中学校に在籍する児童生徒のうち一定の要件を満たす第3子以降を養育する保護者に対し、学校給食費の一部に対し補助金を始めた自治体もある。大阪市では2020年度から市立小中学校で所得制限なく給食費無償化を始める。明石市も2020年度より中学校で所得制限なく無償化を開始した。
1995年に起こった阪神・淡路大震災では神戸市内の死者約2456人のうち、建物倒壊から約15分後までに亡くなった人が2221人と92%にも上り、圧死・窒息死で「即死」した人が大半を占め、サンデー毎日による調査では、分析対象とした247人のうち、47人が建物の下敷きになる一方、家具の下敷きは2人のみだった。死者のうち、20代が30代よりも200人近く多く、年齢階層ごとに死者数が増える東日本大震災と異なった様相を呈している。20代が多かった理由としては、大学が多い神戸市灘区などで高齢者と同様、文化住宅など木造アパートに住んでいた学生が、倒壊したアパートの下敷きになったケースが多いと見られている。31大学111人が死亡し、特に、神戸大学では学生39人、教職員2人の大学関係最多の死者を出した。家賃の安い古いアパートに居住したことが要因となった可能性がある。

## 貧困家庭と犯罪
少年犯罪の現場では次のように報告されている。「A少年院における年次統計を見ると、それでも、3人から4人に1人が貧困世帯であること、平成13年から21年度までの8年間で貧困世帯が約2倍に増加していることが分かります。この背景には、経済不況もあるでしょうが、少年鑑別所・少年院入所少年における母子家庭の増加も影響していると考えられます。」「女性の貧困が子どもの貧困の世襲を招き、そのことが他のさまざまな条件を誘発し、結果として非行に至ったケースは、少年院では数多くあります。」「短期間に転職を繰り返しているB 少年の職歴を見た多くの人は、就労意欲が乏しく、忍耐力がないと非難の目を向けることでしょう。しかし、実際は、本人の非ではない経営縮小による給料不払いや前近代的な雇用関係のなかでの極端な減給が、B 少年だけでなく、中学卒業と同時に働き始めた少年たちに対して日常的に行われている就労環境なのです。」
京都府子どもの貧困対策推進計画によると、「少年院に入る子どもの家庭は、離婚等によるひとり親家庭に加え、虐待、DV、問題行動（アルコール依存、薬物乱用）など、家庭の養育力に問題があるものが多く、その2割近くが貧困の家庭（内閣府 ユースアドバイザー養成プログラムより引用）」とし、少年院入所者の5割前後が母子家庭であり、母親暴力が2割前後あったことなどの逆境的小児期体験調査の結果も掲載している。矯正統計年報2004年によると、全国の新収容者5248人の出身家庭の生活水準では、富裕層2.8%、普通層69.8%、貧困層27.4%となっており、犯罪の度合いが重いほど、貧困世帯出身が多くなっている。また、同統計2017年度「新受刑者の罪名別 教育程度」によると、新受刑者で最も多かった学歴は「中卒」であり、約36.4%を占める。1974年に高校進学率が9割を超えたにも関わらず、全新受刑者約1万9千人中約1万2千人が「中卒（高校中退者・高校在学者含める）」学歴しか持っていない。一方、大学卒業者は、2009年に大学（学部）進学率が50%を超えたにも関わらず、わずか約5.6%となっている。
暴力団加入経験者には、「単親家庭」、またはそれに類する「疑似単親家庭」、家庭内暴力が絶えない「葛藤家庭」、親が子を「放置家庭」、親と子の会話が極めて少ない「意思疎通上の機能不全家庭」等々の出身が多い傾向があるという。特に学童期に門限のない家庭が良く見られるという。また、矯正統計年報2017年度「新受刑者中暴力団加入者の教育程度」によると、新受刑者の暴力団加入者で最も多かった学歴は「中卒」であり、約49.2%を占めた。全新受刑者の暴力団加入者1,194人中991人が「中卒（高校中退者含める）」学歴しか持っていない。逆に大学卒業者は7人しかいない。
アメリカの発達心理学者エミー・ワーナーは、ハワイ・カウアイ島で1955年に出生したすべての赤ん坊698 人を40年間にわたって追跡調査した。その研究で、未熟児として生まれたことや精神疾患の親、不安定な家庭環境など、さまざまなリスクが子どもの精神保健の問題の率を高めるが、そのようなリスクをもった子どもの1/3 が良好な発達、適応をとげたのであり、それは親以外の養育者（おば、ベビーシッター、教師）などとの強い絆や、教会やYMCA などのコミュニティ活動への関与が重要であることを示した。このような「リスクや逆境にもかかわらず、よい社会適応をすること」をリジリエンス（レジリエンス）（resilience）という。欧米では1970年代よりリジリエンス研究がはじまり、近年では児童精神医学、発達心理学、発達精神病理学などの分野で活発に研究が行われている。なお、開発途上国において子どもの学力を上げるのに最も費用対効果の高かった政策は、マダガスカルの事例で『子どもとその家族に、教育が将来の賃金に与える影響について教える』というものだった。
セックスワークは私的なセーフティネットの役割を担うため、その業界の周辺者が貧困状況にある少女やシングルマザーを含む女性と高い親和性を持つとの指摘がある。売春経験のある知的障害者の親もやはり知的障害を持つような連鎖が起こることもあり、「家族の無縁・地域の無縁・制度の無縁」に加え、「精神障害・発達障害・知的障害」を持つものが貧困に陥るとの指摘がある。家出売春少女らから、虐待や放置を受けた小学校時代に、下校後の居場所としての夜間時間帯を含む学童保育などがあればよかったとの声がある。現実的には、大阪府大阪市では多くの貧困層の子どもたちが利用しているという駆け込み寺や受け皿となってきた「子どもの家」に対する2013年からの補助金削減が決定したが、貧困に苦しむ子どもたちを救う手段が減り、将来の生活保護受給者を増やしてしまうことになる可能性も示唆されている。当施設は、新聞や段ボールを売る事やバザーで現金を得て、無償運営継続を目指している。東京都渋谷区では、「渋谷区こどもテーブル100か所プロジェクト」として、地域住民や団体、民間企業が子どもたちに門戸を開き、食事や遊び、学習支援を利用できる「居場所」を区内に作る事業を開始した。また、同区ではインターネットで資金を集めるクラウドファンディングの手法により資金を集め、在住の貧困世帯の中学3年生に学習塾代として使えるクーポンを2018年度より提供する予定としている。

## 児童養護施設の子ども
虐待や親からの遺棄などの理由で児童養護施設に保護された子どもも施設退所後に生活困窮に陥りやすい。婦人保護施設長によると、そこで育った子どもは進学しなければ中卒でも施設を退所しなくてはならず、10代女性では行きずりに近い同棲後に妊娠し、相手の男性は姿を消し、婦人保護施設に入所するという例は後を絶たず、そうでなくとも施設退所後に性産業に従事して未婚の母となる場合もある。傾向としては、婦人保護施設の10代出産利用者ではひとり親家庭や生活保護受給者も多いが、両親そろっている勤労世帯でも増加し、社会の貧困化の可能性もある。これらの10代の母は生活経験が乏しく、低学歴・就労経験不足して育児に危険性が伴う。婦人保護施設には知的障害、精神障害を抱えた女性たちが多く生活している。代替養育環境に長期間いる子どもたちの措置解除後の状況は、生活保護率が同年齢層の人口の 18～19倍であり、施設を出た後には頼れる親や家族がいない中で産んだ子どもを保護する事例が児童相談所や市区町村の現場では頻繁に発生している。
また、男性の場合特殊詐欺の受け子、掛け子、出し子、運び屋などの犯罪に走り、少年院や刑務所に収容される施設退所者もいる。
日本では社会的養護の子どもたちの90%が施設で、10%が里親等という形であるが、これは世界的にも先進国の中では、ややいびつな形で児童の権利条約の原則からも外れ、権利委員会からも指摘をされているところである。厚生労働省では2016年の改正児童福祉法を具体化した「新しい社会的養育ビジョン」において、原則就学前の施設入所停止や、7年以内の里親委託率75%以上など数値目標を定め、施設に対しては、入所期間を1年以内とし、機能転換も求めている。日本では、養子縁組は成人養子縁組が多数を占め、2012年度統計では未成年の者は全体の1.3%となっていて、未成年養子縁組の成立しづらい状況を示している。
「いまは引き取れないが、いつでも会いに行けるように、まだ施設で預かっていてほしい」「自分で育てるのは無理だが、手放すのは嫌だ」などの親の意向から、里親や養子縁組が進まないことがある。なお、横須賀市では日本財団と「ソーシャル・インパクト・ボンド（社会的インパクト投資）」を活用した取り組みを開始し、両者が協定を結び、特別養子縁組の推進を目指すパイロット事業を開始、1年間で4件の特別養子縁組の成立を目指している。両者によると社会的インパクト投資の実施例は日本初だという。児童養護施設の子どもは9.3%が中卒で施設を退所し、そのうち約半数が卒業の翌年度中（2005年）に転職を経験している。高校中退は7.6%となっている。九州・沖縄八県の児童養護施設で退園後に大学などに進学した者のうち四割が中途退学している。調査（八県の89施設を対象に、2000年からの5年間の進学児童数などについてのアンケート調査、九州社会福祉協議会連合会養護施設協議会が発行した「九州8県内児童養護施設出身者の大学・専門学校等進学後の実態調査研究報告書」）では「就学支度金制度」の支給条件など、正規雇用のみを対象とした現行の自立支援制度の不備を指摘していた。同期間中の進学者は166名でこのうち在学中のものを除き、卒業者が34名、すでに退学したものが29名だった。中途退学の要因としては「学力不足」11名（37.9%）、「生活費・学費不足」8名（27.5%）、「進路変更」4名（13%）となっている（「琉球新報」2005年7月27日）。これらの対応として、世田谷区では、平成28年度から区内の児童養護施設および里親に措置された児童で、満18歳を迎えた年度末で措置解除となる者、またはなった者を対象として、原則として大学等への進学者は卒業まで、就職者は2年間の間、区営住宅内の旧生活協力員居住室をオーナーの了承のもと提供するなどの事業を行う。静岡県では、児童養護施設や里親家庭で暮らす子どもを対象に児童福祉法に基づく支援が終わる20歳から卒業までの間、生活費などを補助している。
児童養護施設出身者がまたその子どもも児童養護施設に預けるという「負の連鎖」「貧困の世代間再生産」も起きている。なお、施設入所時に性的・身体的虐待を職員、または他の子供から受けることがあり、子供が心身ともに傷ついていく事件が起こっている。もしくは喫煙などの非行行為に取り込まれていく。これらを防ぐ提唱として、「これはどの程度の水準なのだろうというのが一つは疑わしい部分があるのですが、発生した時間帯がいつごろなのだろうかということなのです。つまり未だに児童養護施設は宿直、実際職員は寝ていませんけれども、1、2時間しか睡眠がとれていませんが、でも宿直なのです。その宿直の時間帯に子ども間暴力も含めてですが結構事件は起こっているのではないか。」との夜間体制への懸念の声があり、子ども間暴力については、「特に一番深刻なのは、ほとんどどの施設でもあるであろう「子ども間の性加害被害」です。これが連鎖をしている。これは主に夜間に起こっているはずです。そのことは地域ごとにある程度データが取れている。例えば埼玉県はその調査をしていて、夜間に子ども間の性加害被害が起こっていることも把握できてきている。なぜ夜間かというと、先ほどの話題ではないけれども、手薄いからです。そもそも宿直体制を考えないで夜勤体制にしていかないと、子どもたちの安全保障が守られないです。」と厚生労働省児童部会社会的養護専門委員会で審議されている。これに対し、一部の施設では一晩に三度、園内を時間を正確に決めず不定期に巡回し、性虐待を防いでいる。しかしながら「児童福祉法による児童入所施設措置費等国庫負担金」交付基準の一つ「児童福祉施設（児童家庭局所管施設）における施設機能強化推進費」に定める総合防災対策強化事業に関する交付基準は、他の防災対策と併せて45万円が上限となっており、かつ「現体制では夜勤体制及び宿直体制の確保が困難な施設に」しか宿直専門員を雇上げる等夜間巡視体制の強化を図る費用の国庫負担は行われていない。
三重県では、入所児童間の性暴力の裁判において、同県は2008～12年度の5年間で51件、のべ144人の児童が性暴力の被害・加害に関わっていたことを明らかにした。また、国としての統計や対策がないと報道されている。しかしながら、過去の文献によると、性被害を受けた男児が、やがて性加害者になるなどの被害連鎖が当時より確認されている。1983年に強姦目的で女子大生を殺害した施設出身の青年の公判では、その在籍した施設での身体的暴力や支配手段としての性行為の強要の存在が明らかになっている。また、特に大舎制の施設において、子ども-子ども間の性暴力が起こっていない施設はほとんどないとの研究調査も2009年には公表されている。中には、小学校高学年女児が中学生男児に複数回襲われそうになり、施設に訴えるも再発防止が取られなかったケースもあり、東京都社会福祉協議会児童部会が元入所児を対象に実施した調査や2007年に行った都内施設調査で暴力被害の状況が明らかになっている。前橋連続殺傷事件の犯人は、2歳の時、両親が離婚し、4歳の時に預けられた児童養護施設と、学校の両方で陰湿ないじめに遭い、孤独を深めたと報道されている。アメリカではfoster care independence act of 1999という法律により、施設や里親で暮らす高校生は自立生活の1年か半年前から州や委託している施設での自立支援プログラムに参加する。これは、教育・就労・生活スキルや薬物乱用、避妊、感染症予防などを目的として行われている。制度的に実施する背景には、施設や里親から自立した若者が1年半以内に50%が離職し、33%が生活保護に、20%が望まない妊娠をする事実があった。日本においては、一部のNPOや企業がその役割を担っている。2015年には、生命保険株式会社が児童養護施設に社内表彰賞金1 万ドルを寄付するなど、企業が施設に寄付を行うことがある。
なお、個人が国や地方公共団体、特定の公共法人などに寄附をした場合は、確定申告を行うことで、所得税および復興特別所得税が還付される場合があり、法人の場合は、国や地方公共団体への寄附金と指定寄附金はその全額が損金になり、それ以外の寄附金は一定の限度額までが損金に算入できる。
このほか、施設に入っている子どもたちのソーシャル・スキル・トレーニングとして株式会社資生堂が「身だしなみセミナー」、株式会社毎日放送「話し方セミナー」などのCSR（corporate social responsibility）での取り組みを行っている。日本マイクロソフト株式会社と東京ボランティア・市民活動センターは、東京都内の児童養護施設および自立援助ホームを対象に、施設で暮らす就労期前の青少年が、就労に役立つ基礎的なITスキルを各施設で習得できる環境の整備と就労・自立支援の拡充に向けて協働で取り組んでいる。社会福祉法人 大阪児童福祉事業協会でも、児童養護施設の子どもを対象にソーシャルスキルトレーニングの講習会を行っている。このような活動をソフトバンクが支援している。
国際調査によると、施設養護出身者が性産業に従事する率は非出身者の10倍、犯罪歴は40倍に上る。また、自殺者は500倍の出現率となっている。児童養護施設に入所する子どもの大学・専門学校進学率は11%程度に対し、里親養育下の子どもの大学進学率は例年20%程度で約10%上回っており、里親下での養育の方が進学に適切な支援が得られている可能性がある。一方で、児童養護施設入所経験者からは大学進学のための経済的支援は以前より整ってきたためすでに拡充の段階を過ぎ、身近な先輩たちの体験談を通じて進路選択の情報を得て活かしていくことが必要になっているとの声がある。

## 沿革
1948年2月厚生省調査「全国孤児調査」では総数12万3504人を数え、実際に当時施設に収容されたのはその10分の1程度であり、必然的に浮浪児化することになっていた。1951年には、児童憲章が制定されたが、その背景には政府統計で戦争で父親を失った子供（18歳未満）は125万9152人（1949年8月）、給食費を払えない家庭や子供の夜間労働が社会的に問題となり、51年には売られた子供は約5000人を数え、そのほとんどは売春を行う「特殊飲食店」に従事させられているなどの問題があった。戦後には上野駅や京都駅には多くの孤児が溢れ、餓死や凍死が日々起こる絶対的貧困状態で暮らす子どもが多数がいたが正確な実態調査はないと言われている。戦後の自治体レベルの貧困調査で著名なものには、労働科学研究所の1952年静岡県在住の被保護者世帯を対象にした「被保護者世帯についての生活調査」及び神奈川県民生部の1961年調査「神奈川県における民生基礎調査」がある。これらの分析では、女性世帯主は世帯員の戦死・病死によって収入源の途絶が生活保護開始理由であるとしつつも、そもそもが低階層が戦争に行っていた可能性が高く、戦中の死亡率も高率だったことが示唆されている。昭和20年代から戦後にかけて日本の昭和時代（戦後期）に高度経済成長を支えるため、15歳で義務教育終了と同時に上京して集団就職する「金の卵たる中卒者」が多数存在した。

## 諸外国と比較した政治の対応

### アメリカ
以下、諸外国の状況については内閣府の平成27年度『諸外国における子供の貧困対策に関する調査研究』報告書に詳しい。
アメリカでは「要扶養児童家庭扶助」（AFDC）の受給者数がピークに達した1994年には、約500万世帯、全米で8分の1を超える児童がAFDCを受給しており、AFDC 受給児童の半数以上は婚外子であり、4分の3には、離れて暮らす健康体の親がいた。再受給、再々受給を総計すれば、約半数が、5年を超えてAFDCを受給していた。こうした状況に対して、費用を規制するためにAFDCの財源に上限を設ける意見や、単親家庭の貧困児童に恒久的な支援を行うことが、家庭崩壊を助長し、未婚の出産を可能にし、AFDC の長期受給につながったとする意見が出て、福祉改革へとつながった。AFDC 受給者の大部分は、母子家庭であったため、1975年の社会保障法の改正では、子どもの扶養義務を履行していない親を州政府が探し出し、養育費の取立てを行う「児童扶養強制」プログラムが規定された。同プログラムは、AFDC 受給者には自動的に適用された。96年福祉改革法により、AFDC の貧困家庭一時扶助（TANF）への再編が行われた。TANF の目的には就労準備、就労および結婚の促進により、貧困な親達の政府の手当への依存を終わらせること、婚姻外の妊娠を予防し、減少させるとともに、そのための年間数値目標を確立すること、両親のいる家庭の形成と維持を奨励することがあった。受給者には就労等の義務があり、要請に応じない者には、給付の減額ないし停止という制裁措置がとられTANF 受給中に新たに子どもが生まれた場合、州政府は、その子どもに対する追加的給付を拒むことができるという特徴を持つ。連邦財源を用いるTANF の支給期間は生涯60か月（5年）に限定されている。なお、日本においても離婚の増加にともなう母子世帯数の増加を背景にして、児童扶養手当や生活保護の受給世帯が増加していることから、福祉手当の支給に重点を置くのではなく就労による自立を支援するといったワークフェア型の改革が進められている。また、アメリカで導入されている勤労所得税控除（EITC）は還付可能な税額控除であり、控除額が課税額を上回った場合には、負の所得税と同様マイナス分が給付される。たとえ最低賃金でも年間フルタイム働けばEITCとあわせて貧困ライン以上の所得が得られるよう設計されており、福祉改革と連動して連邦最低賃金が1996年と1997年に引き上げられる一方、EITCも1994年から大幅に引き上げられた。負の所得税型の税制はアメリカ以外でもイギリス、カナダ、アイルランド、ニュージーランド、ベルギー、フランスなど多くの先進国において1990年代から2000年代にかけて普及した。
1960年代にミシガンのペリースクールで、黒人の貧困家庭の3 - 4歳の子どもたちに良い幼児教育を受けさせるという社会実験（High/Scope Perry School study）が行われたが、40年間追跡したところ、この幼児教育を受けたグループはそうでないグループに比べて高校卒業率が高く、セカンドカーや持家の所有率が高く、麻薬などで逮捕された人が少なく、収入も高かった。ノーベル経済学賞を受賞したジェームズ・ヘックマンは、ペリースクールなどの成果を根拠にして5歳までの教育が非常に重要と主張しているため、幼児期の投資は収益性が高いとされる。ただし、日本に置き換えて考える時「米国には公的な保育制度がないため、乳幼児期に特にひどい状況が生まれやすいと考えられます。日本には保育園があるので、そこにプラスの投資をすることでどれぐらい効果があるかは別に考えなければいけません。」との指摘もある。事実、日本では平成27年度内閣府子ども・若者白書によると、1・2歳児の3割前後は保育所に、3歳以上児の大半が幼稚園か保育所にそれぞれ通っている。3歳児では「自宅・知り合いの家など」で養育されている子供は全体の35.6%にとどまっており、一方では42.6%が保育所に通っている。4歳になると、「自宅・知り合いの家など」で養育されている子供は3.8%にしか過ぎない。また、公立を含む認可保育所、公立幼稚園を利用する場合には生活保護世帯では月々の保育料が0円、住民税非課税世帯では神奈川県横浜市の事例では、最高額でも3千円強程度となっている。更に、市?税?課税でひとり親世帯でも、月々の保育料は無料となっているなど優遇措置が図られているため、貧困家庭に育つ子どもは金銭的な負担をほぼ気にせずに公的な養育施設で既に捕捉されている可能性がある。

### イギリス
イギリスでは、1999年トニー・ブレア首相は子どもの貧困撲滅に取り組むことを宣言した。2004-05年までに子どもの貧困率を25%削減するという数値目標を掲げ、それはほぼ達成でき、子どもの貧困のギャップを減少させたが、経済危機後に政権交代があったため児童手当等削減政策が取られ、その後子どもの貧困は増加している。子ども貧困法（Child Poverty Act 2010）は2010年3月に制定されている。
イギリスでは1980-1990年代に成長した子どもが親より豊かな生活を送ることができる確率は、1960-1970年代に成長した子どもに比べて低下しているといわれている。このことから児童貧困は終身刑にたとえられる場合もある。なお、イギリスの政治家 トニー・ブレアは養子縁組にも関心を持っていたが、その理由を彼の父が婚外子で養子として成長したからだとガーディアン紙のインタビューに答えている。しかしイギリスでも、働くより高額な公的扶助が問題となり、政府が2013年4月からの制度改革を打ち出し、キャメロン首相はSun新聞で「真面目に働いている人たちよりも生活保護受給者のほうが収入が多くなる例が発生する状態は『狂っている』」と述べ、「生活保護制度が本来の目的から逸脱し、本末転倒の事態に陥っている」と批判して、生活保護費の支給額を同国世帯平均年収までに制限などの制度改革を擁護している。

### スウェーデン
スウェーデンでは社会保険は国の権限によって実施されており、スウェーデンに居住していれば給付される保険（一種の手当に近い）と、労働市場に参加し保険料を支払っていれば給付される保険の2 段階に組み立てられ、従前所得に対して高い割合の給付が保障されている。これに対して、社会扶助は、管理・運営がコミューン（基礎自治体）に委ねられている。運営面でコミューン間にかなり相違があり、給付水準さえも異なるケースがある。給付の際には、最低生活費の給付とともに、ソーシャルワークによって自立支援が行われているという。その社会扶助の受給資格がきわめて厳しく、所有物を基本的に売却しなければならず、家や土地はもちろん、自治体によっては車・コンピュータも売却対象となり、また少しでも労働能力があれば就労プログラムへの参加が強いられる。90年代の経済危機により失業者が増加し社会保障受給者が増え、社会扶助にかかるコストの増加、受給者数の増加、さらには受給年数の長期化という3 つの要因によって「スウェーデンモデルの崩壊」が叫ばれるほどであった。その結果、社会省が1999年から2004年までに社会扶助受給者数を半減する目標を設し、同時に社会扶助受給者の増加を分析したところ、若年と母子世帯の社会扶助受給者にはきわめて多様なケースが存在しているという。非常に多いのが、社会保険でもカバーされないような軽度の知的障害者、社会活動に不可欠なコミュニケーション能力が欠如している者（軽度の学習障害の場合、大学卒業も可能だがその後の就労の機会に恵まれない事例が多い）、それからDV や児童虐待を受けてきた者、あるいは薬物中毒者・アルコール中毒者である。こうした人びとは、医師から雇用能力があると診断されながら、実際に就労支援を行っても有効に機能しないという事態が起きているという。長期受給者の増加によって、社会扶助受給世帯の子どもも社会扶助受給者に陥るような、貧困の世代間継承の事例も存在することが確認されている。また、2000年にエンショピング市では利用者がソーシャルワーカーを刺殺する事件が発生し、福祉事務所にはソーシャルワーカーを保護するための敷居が設けられ、かなり排除的な事務運営になっているという。
離婚した夫婦で子供と同居しない一方の親が養育費を支払う際にその支払いが滞った場合には、国家が養育費立て替え払い制度によってその費用を支給する。親子存在確認の方法は徹底しており、父親が誰かはっきりしない場合には地方自治体の社会委員会が調査に乗り出すし、それで足りない場合には裁判所に引き渡され、血液鑑定まで行われる。このように確実に徴収する方法をとっているので、徴収見込みの9割近くの水準まで集めることができる。

### デンマーク
デンマークでは生活保護は永久給付ではなく、受給条件があり、学校の清掃活動参加、町の施設や病院での奉仕などの義務が伴い、義務を履行しない場合は受給停止となる。就労活動にも厳しく関係者の監視がつく。1994年、現金援助金制度の改革が行われ、これにより、市は、ただ単に現金援助金を支給するだけでなく、就労促進対策、職業紹介、職業相談、教育訓練等の事業を行い、受給者の雇用機会の創出のための積極的な支援を行うことが義務づけられた。現金支援の支給が決定した場合、就労が可能と考えられる全ての者がコペンハーゲン職業センターで審査を受ける。即日、状況に応じ、産業適応訓練センター等9つある就労促進施設（全て市の機関）いずれかの活動に参加することが義務づけられ、これに従わない場合は現金援助金の支給が停止される。2014年1月からは、16歳から受給を始めた36歳のシングルマザーが特段の問題なく就労せずにフルタイム労働者よりも多額の生活費を福祉で得ていたことに端を発した論争から改革が起こり、30歳未満の生活保護対象者は、手当受給のために職業訓練を受けることが必須となった。30歳以上の対象者は、手当を受給するためには何らかの労働（主に、公園や道路の清掃など）を行うことが前提条件となった。また、これまでは、夫婦のうち一方が無収入でも、もう一方の配偶者に一定の収入があれば、生活保護支給の対象から除外されていたが、これは同棲しているパートナーたちには適用されなかったが、今回からは、同居パートナーにも適用されることになった。デンマークの税金制度は、高福祉高負担と一般にいわれ食料品、日用品などにVAT(消費税)25%が課され、生活保護費にも課税されている。国民負担率は、世界一の59%(算出法によって異なる)といわれる。在日デンマーク大使館の2016年11月29日ツイートによると、OECD加盟諸国の貧困率をグラフで紹介しているが、同国は貧困率が一番低い国としている。なお、日本は成人1名で子供が一人の世帯の貧困率は、上部に振り切れている。

### 日本
日本では、親から子への「貧困の連鎖」を食い止めるために「子どもの貧困対策法（正式名称：子どもの貧困対策の推進に関する法律）」の制定を求める集会が2013年3月29日、国会内で開かれた。2013年4月現在、自民党の「子どもの貧困対策法案」の骨子が明らかになり、民主党が先にまとめた案と大筋で一致しているが、自民党案では民主案に明記された子どもの相対的貧困率を削減する数値目標は盛り込まれていないという齟齬が生じている。日本弁護士連合会はこれに対し、「子どもの貧困対策は待ったなしの喫緊の課題であり、具体的な貧困率削減の数値目標を伴わない法律は実効性に欠け、骨抜きになる可能性が高い」と批判したうえ、民主党案にも「(1) 保育施設を量的に拡充し、かつ、質的に向上させること。(2) 家庭で養育されることが困難になった子どもに対する社会的養護の制度の充実を図ること」の付記を提案している。子どもの貧困対策法案は、平成25年6月に成立した。この法案では、政府には子どもの貧困対策を総合的に推進するため、子どもの貧困対策に関する大綱の制定義務が、都道府県には子どもの貧困対策計画策定努力義務が課されている。
厚生労働省2011年被保護者全国一斉調査では、生活保護の0-17歳の子どもは285,624名となっている。また、同省の2013年調査では、高校進学率では一般世帯98.2%に対し、生活保護世帯では89.5%と低いことが分かっている。一般家庭と生活保護世帯との高校進学率の差は、2010年都道府県別調査では佐賀県が最も大きく、一般97.8%に対し、生活保護71.3%となっており26.5%の差が生じている。なお、進学率の低さは、保護率の高い地域と必ずしも一致していない。東京都内では「生活保護世帯の全日制高校への進学率が7割に届いていない」ような低全日制高校進学の状況もある。全都での2006年度高校進学率97.1%、全日制は90.3%に対し、東京都板橋区の生活保護世帯の高校進学率は93.5%で、うち全日制高校へは72.7%となっている。多くの被保護世帯の子どもに共通することは学力（偏差値）が低い傾向が見られることであり、過去の進学先高校の偏差値調査では偏差値が低い子供が多いことが明らかになっている。また、被保護世帯の中学生の1割以上が不登校者ともなっている。平成21年度中学校卒業生の児童養護施設に育つ子どもの高校進学率は、91.9%となっており、全国平均98.0%より低い。2005年度調査では、高校進学率87.7で%うち全日制公・私立高校は70.1%となっている。内閣府「子ども・若者白書」によると、国は平成25年（2013年）3月から施行された「母子家庭の母及び父子家庭の父の就業の支援に関する特別措置法」により、母子家庭の母と父子家庭の父の就業支援に関する施策の充実や民間事業者に対する協力の要請を行っている。
子どもの貧困対策法と同時に審議されている「生活困窮者自立支援法案」では、「都道府県等は、生活困窮者自立相談支援事業及び生活困窮者住居確保給付金の支給のほか、次に掲げる事業を行うことができる」とし、その項目の一つとして生活困窮者である子どもに対し学習の援助を行う事業を掲げているが、廃案となり、その後の国会で成立した。大綱に掲げた目標の達成状況については、内閣府が公表している。平成27年度の生活困窮者等への学習支援については、平成26年度では、「生活困窮者自立促進支援モデル事業実施自治体（254自治体）のうち、50自治体において生活困窮者等を対象とした子どもの学習支援事業を実施した。また、生活保護世帯を対象とした子どもの健全育成支援事業を150自治体で実施した。」とあるところが、「平成27年度に生活困窮者自立支援法が施行され、任意事業として300自治体において生活保護世帯を含む生活困窮世帯を対象とした子どもの学習支援事業が実施された。」との推進状況となっている。地方自治体の計画策定については、2013年1月に日本で行われた調査では、国内の自治体のうち、子ども・若者の貧困対策で一元的な管理部署があるところは2.4%に過ぎず、特化した計画を策定しているところは0%である。何らかの問題意識を持つ自治体は5割あり、積極的に取り組みたいという自治体は2割程度であった。公益財団法人「あすのば」調査によると、2015年12月現在、2013年に成立した対策法に基づく対策計画に関して単独計画を策定する予定のない都道府県が4割に上り、うち東京都だけが単独・総合計画共に「子どもの貧困対策計画策定予定なし」と回答した。内閣府では、各自治体の計画策定状況を公表しており、子供の貧困対策独自計画に特化したものと、子ども・子育てに関する総合計画の一部に位置づけられている場合とを明記している。東京都では、後者に属している。東京都足立区では、「子どもの貧困対策」への各担当部署の意識を高め、各施策を体系化して全庁的体制で取り組んでいくため、政策経営部内に子どもの貧困対策担当部を設置し、また、有識者を加えた検討会議を設置し、平成27年8月頃までには、今後の子どもの貧困対策関連事業の実施計画を定め、対策の充実を図るとしてる。また、平成28年4月には「子どもの健康・生活実態調査」の報告を行った。それによると、生活困窮家庭では虫歯が多いなどの傾向が見られた。大阪市では、公立小学校51校の小学5年生、公立中学校31校の中学2年生およびその保護者を対象とした調査を行い、貧困家庭の子どもは自己肯定感が全般的に低く、「頑張ればむくわれる」「自分の将来が楽しみだ」という質問に対する否定的評価の割合が多く、また、将来の夢もない割合が高く、「希望格差」（山田昌弘）あるいは「意欲格差」が存在していることを示すと分析している。
oecd「図表でみる教育：OECD インディケータ」日本のカントリーノートによると、「就学前教育への参加は、生徒の将来の成績に大きな影響を及ぼす可能性がある。これは、就学前教育に少なくとも1年間参加したことのある生徒の成績は、生徒の社会経済的背景を考慮に入れたとしても、参加していない生徒の成績より良い傾向にあるからである」とされるが「日本での就学前教育への参加率は高くまた増加しているが、就学前教育に対する支出（公財政支出及び私費負担）の対GDP比は小さ」く、「幼児教育プログラムに参加する子供の半数以上が、私立機関に通っています。これは、たとえ政府の助成があっても、両親にとって重い経済的負担となっています（Indicator C2）。」ということにより、人生のスタート地点での経済力による能力等の格差は広まる可能性がある。

### フランス
2004年12月20日の閣議決定において、当時問題となっていた子どもの貧困について調査するために、家族・弱者・貧困委員会（commissionFamilles, vulnérabilité, pauvreté）が設置された。同委員会は、貧困問題の調査を実施し、2005年4月に報告書 を提出した。報告書は、子どもの貧困撲滅のための15 の提案をまとめたもので、その1 つとして 活動的連帯所得手当(revenu de solidarité active:RSA)が提案された。2008年9月3日にRSA 法の法案が提出され、2008年12月1日にRSA 法が制定された。RSA が掲げる理念は、「労働による貧困からの脱出」である。RSA は、最後のセーフティネットであるため、受給するには、利用できる他の社会給付をすべて申請していなければならない。また、配偶者や子に関する扶養費の請求や離婚に伴う相手方からの補償手当の請求などもすべて行なわなければならない（L. 第262-10 条）。基準額（MF）は、単身かカップル（夫婦、内縁関係、Pacs）かという点および扶養する子の人数に応じて決定される。特例として、一定の条件を満たす単親に対しては、原則として12 か月間、一定額増額されたMF（以下「単親増額」）が適用される（L. 第262-9 条）。この単親増額は末子が3 歳に達するまで延長することができる。
「多子家族」と呼ばれる子供が4人以上の世帯では貧困率が高く、非ヨーロッパ系移民世帯が2004年統計では3分の1近くを占めている。

### 国連
2010年国連子どもの権利委員会が、日本における子どもの権利条約の実現状況について勧告した総括所見においても、子どもの貧困の問題に焦点が当てられた。日本に対する審査では、子どもの間に存在する不平等や格差に対して人権をベースとした包括的な国内行動計画が欠如していることに懸念が示されている。ほか、児童の養育費の回収の促進を目的とする2004年の民事執行法の改正に留意しつつ、委員会は、国を離れた親を含む多数の別居または離婚した親、多くは父親、が自らの扶養義務を果たさないこと、および未払い養育費を回収する現行の手続が十分でないことを懸念するとしている。婚姻の有無に関わらず、双方の親が子どもの養育費を等分に負担し、どちらかがその義務を果たさない場合、養育費を効果的に回収することを確保する現行法および措置の実施を強化することなどが示されている。「子どもの貧困」について報告しているユニセフでは総体的な数値だけでなく、貧困の深刻さや、社会保障制度の効果を測る数値を用いながら、子どもの貧困の状況を各国政府が継続的に監視し、政策の優先課題として子どもの貧困削減に取り組むべきであると訴えている。

## 財源
国政レベルでは、2017年現在自民党の若手議員により、勤労者と事業者から社会保険料を上乗せして徴収し、教育無償化などの財源とする「こども保険」制度の提言案をまとめている。文京区ではふるさと納税でNPO法人、企業等とコンソーシアム（共同体）を形成し、経済的に困窮する文京区内の子育て世帯に、企業・フードバンク等から提供を受けた食品等を宅配する「こども宅食」を事業を行う。その手法にはガバメントクラウドファンディングが取られている。なお、ふるさと納税は住民税等の控除対象となる。
2020年3月現在、新型コロナウイルス感染症の流行により消費税率減税の案が出たが、消費税の10%への引き上げによる税収が幼児教育無償化などの財源になっていることを理由に否定されたなお、消費税8%時点でも、日本は既に国・地方の税収に占める消費税率の割合はデンマークより消費税率が多く、10%の現在では北欧諸国より構成比が高くなっている。
2015年、首相官邸で開催された「子どもの貧困対策会議」にて、内閣府、文部科学省、厚生労働省および日本財団が一体となって『子供の未来応援国民運動』を始動することが発表された。民間資金を活用した基金を新設し、子どもたちの暮らしや学習をサポートする団体や、スポーツ・芸術などで力を持つ子どもを支援し、貧困の連鎖を断ち切ることが狙い。2016年6月には子どもの貧困対策を目的とした「子供の未来応援基金」に、会社会長から個人として4億円が寄付された。
天皇は、即位に伴う寄付で、私費から子供の貧困対策に取り組む「子供の未来応援基金」とNPO法人「全国災害ボランティア支援団体ネットワーク」に5,000万円ずつ寄付することを2020年4月宮内庁が公表した。
ところで地方自治体には歳出歳入外現金として、処分もできず管理だけしていく死亡者の遺留金は20政令指定都市で約10億円にのぼる財産があり法整備がなされなければ継続保管しかない。神戸市では2017年3月時点で約4700万円を保管し、大阪市は約7億2700万円、京都市も約9700万円の遺留金を抱えている。このため神戸市では相続人調査に充当する全国初の条例制定したが、累積された遺留金は「行旅病人及行旅死亡人取扱法」（明治32年法律第93号）と「墓地埋葬法」（昭和23年5月31日法律第48号）という法律により処理されているため、相当な過去分も含まれていることから、相続調査で判明する分は多くはない可能性がある。